# Mozilla Firefox
Mozilla Firefox (укр. Мозілла Фаєрфокс, Мозилла Фаєрфокс, Жар-лис, Вогнелис, Вогняна Лисиця, Фаєрфокс) — вільний безкоштовний браузер з відкритим кодом, використовує ядро Quantum (вдосконалений Gecko).
Після випуску 9 листопада 2004 року версії 1.0 одержав схвальні відгуки від багатьох видань, включно із «Форбс» і «The Wall Street Journal». З більш ніж 25 мільйонами завантажень з головного сайту в перші 100 днів після випуску версії 1.0, Firefox став однією із найуживаніших програм із відкритим кодом. 19 листопада 2005 року (за 344 дні після випуску версії 1.0) Firefox було завантажено 100-мільйонний раз. Станом на серпень 2020 року Firefox має частку 9,17 % поміж десктопними браузерами і посідає другу позицію після Google Chrome. Має позитивні відгуки від користувачів та фахівців та вважається одним з кращих вебоглядачів. В Україні Firefox займає 3 місце після Google Chrome та Opera за популярністю з часткою 6,57 % станом на вересень 2020 рік. 30 червня 2009 кількість завантажень Firefox різних версій перетнула межу в 1 мільярд.
У 2009 році Firefox був другим найпопулярнішим браузером після Internet Explorer. На той час Google Chrome, який вийшов у 2008 році ще не встиг набрати достатньої популярності.
4 липня 2023 року Mozilla випустила останню версію свого браузера Firefox 115.0 для операційних систем Windows 7 і Windows 8, а також ОС macOS 10.12, 10.13 та 10.14. Користувачі цих операційних систем будуть автоматично переведені на Firefox 115 ESR (Extended Support Release, випуск із розширеною підтримкою). Але це останнє велике оновлення для зазначених систем. Версія ESR означає, що до закінчення терміну підтримки, Mozilla продовжуватиме випускати патчі безпеки та інші оновлення, не пов'язані з додаванням нових функцій (наприклад, що підвищують стабільність та продуктивність). Така обмежена підтримка триватиме до вересня 2024 року, після чого користувачам старих систем не варто розраховувати навіть на виправлення критичних уразливостей. Однак, вже відомо, що після завершення 20 жовтня 2023 року розширеної підтримки нижнього рівня M109 для Windows 7, 8, 8.1 і Server 2012 R2, Firefox стане єдиним основним браузером, який буде активно підтримувати застарілі версії Windows.
Існують версії браузера для Windows, Mac OS X, Linux, OS/2, FreeBSD, Solaris та інших операційних систем.

## Особливості
На відміну від найбільш розповсюдженого, на початок 2005 року, вбудованого у Windows, вебоглядача Internet Explorer, Firefox забезпечує вищий рівень безпеки користувача, здатний захищати його від нав'язливої реклами, та має низку нових можливостей, таких як:
- блокування спливаючих вікон;
- відкриття сторінок у вкладках, а не в окремих вікнах;
- додатки, що надають нові можливості, наприклад, IE Tab, ScrapBook, Firebug тощо, яких наразі існують тисячі; переважна більшість додатків розповсюджується централізовано через https://addons.mozilla.org/uk/firefox/
- теми оформлення.

Спочатку в рекламних текстах Firefox деякі з цих особливостей наводилися як відмінні «від інших браузерів», хоча під іншими браузерами мався на увазі набір функцій, з яким було знайоме більшість користувачів Internet Explorer. В результаті одні користувачі стали вважати їх відмінними взагалі від усіх браузерів, а інші — критикувати Mozilla за нечесну рекламу. Зокрема, вкладки (кілька сторінок в одному вікні) були доступні задовго до цього в браузері Opera, а вбудована панель пошуку — в Internet Explorer 4.0. Але деякі особливості Firefox, найбільш значущою з яких можна вважати підтримку розширень, дійсно довгий час були відсутні в інших браузерах (принаймні, в широко відомих).
Firefox має достатньо багато можливостей, завдяки яким він отримав популярність серед користувачів: по-перше, він дозволяє відкривати кілька сторінок в одному вікні, економлячи тим самим вільне місце на панелі завдань; по-друге, браузер має гнучку систему управління завантаженням графіки і дозволяє відключати відображення графіки на вибраних сторінках, а не на всіх відразу. Крім цього, Firefox має можливість блокування спливаючих вікон і управління файлами cookies.
Під час розробки Firefox особлива увага приділялась підтримці стандартів W3C. Тому іноді вебсайти, написані з порушенням стандартів у розрахунку на перегляд лише в Internet Explorer, можуть відображатись неправильно. Наразі, зокрема через поширення Firefox та інших альтернативних браузерів, такі сайти трапляються все рідше.
На відміну від Mozilla Suite, який являє собою набір веборієнтованих додатків, Firefox — лише вебоглядач, він менший, швидший і простіший у використанні. Також Firefox надає деякі додаткові можливості, наприклад, налаштування панелі інструментів.
Додатково варто відзначити такі можливості:
- вмонтовану панель пошуку в пошукових машинах і словниках;
- так звані «Live bookmarks» — інтеграцію з RSS-потоками;
- широкі можливості з налаштування поведінки та зовнішності;
- невеликий розмір дистрибутиву.

## Популярність
Станом на березень 2024 року, браузер займає 4-ту сходинку за популярністю у світі і 6-ту сходинку за популярністю в Україні.
| Google Chrome | Safari  | Microsoft Edge | Mozilla Firefox | Samsung Internet | Opera  |
| ------------- | ------- | -------------- | --------------- | ---------------- | ------ |
| 65,0 %        | 18,57 % | 5,01 %         | 2,79 %          | 2,65 %           | 2,53 % |

| Google Chrome | Safari  | Microsoft Edge | Opera  | Yandex Browser | Mozilla Firefox |
| ------------- | ------- | -------------- | ------ | -------------- | --------------- |
| 63,51 %       | 10,27 % | 8,11 %         | 7,56 % | 3,94 %         | 3,32 %          |

## Історія
Розробники з проєкту Mozilla представили перший стабільний випуск браузера Firefox 9 листопада 2004. Надалі він став одним з найуспішніших і затребуваних серед користувачів відкритих проєктів. Ідея побудови браузера з інтерфейсом на мові XUL виникла в 2002 році, після чого було потрібно близько двох років на підготовку першого стабільного релізу. Іншим вдалим рішенням у Firefox, що вплинув на його успіх, було використання вкладок для відображення сайтів. До Firefox з вільних браузерів інтерфейс на основі вкладок надавав тільки проєкт Galeon, який через проблеми зі стабільністю і конфлікту в середовищі розробників був покинутий і забутий незабаром після появи Firefox, а розробники перемкнулися на розвиток Epiphany.
Для проєкту спочатку було вибрано ім'я Phoenix, але через перетин із вже зареєстрованою торговою маркою браузер був перейменований в Firebird, що викликало невдоволення з боку розробників однойменної вільної СУБД, після чого проєкт було вирішено вдруге перейменувати, тепер уже на Firefox.
Firefox був виокремлений з Mozilla Application Suite, код якого був створений з нуля в Mozilla Foundation замість коду Netscape Communicator 5, частина якого була випущена під вільною ліцензією Mozilla Public License після поразки у «війні браузерів».
У браузері використовується вільний крос-платформовий рушій Gecko, створений із врахуванням підтримки відкритих стандартів. Розробка Firefox ведеться співробітниками її дочірньої компанії Mozilla Corporation і добровольцями по всьому світу.
У лютому 2024 року, через тиждень після того, як компанія Mozilla Corp призначила Лауру Чемберс своєю новою генеральною директоркою, розробник веббраузера Firefox, заявив про скорочення близько 60 робочих місць. Зокрема скорочення стосуватиметься близько 5 % персоналу компанії та переважно відділу з розробки продукту.

## Історія версій

### Версії 0.1— 4 (довгі релізи)
| Firefox 0.1 — 4.0.1 | Firefox 0.1 — 4.0.1 | Firefox 0.1 — 4.0.1 | Firefox 0.1 — 4.0.1 | Firefox 0.1 — 4.0.1 | Firefox 0.1 — 4.0.1 |
| Назва               | Версія Gecko        | Версія              | Кодове ім'я         | Дата релізу         | Значні зміни |
| ------------------- | ------------------- | ------------------- | ------------------- | ------------------- | --- |
| Phoenix             | 1.2                 | 0.1                 | Pescadero           | 23 вересня 2002     | Перший випуск; можливість налаштовувати панель інструментів, швидкий пошук. |
| Phoenix             | 1.2                 | 0.2                 | Santa Cruz          | 1 жовтня 2002       | Бокова панель, керування додатками. |
| Phoenix             | 1.2                 | 0.3                 | Lucia               | 14 жовтня 2002      | Блокування зображень, блокування спливаючих вікон, вкладки. |
| Phoenix             | 1.3                 | 0.4                 | Oceano              | 19 жовтня 2002      | Теми, вдосконалення механізму блокування спливаючих вікон, налаштування панелі інструментів. |
| Phoenix             | 1.3                 | 0.5                 | Naples              | 7 грудня 2002       | Декілька початкових сторінок, покращена бокова панель і accessibility, історія. |
| Mozilla Firebird    | 1.5                 | 0.6                 | Glendale            | 17 травня 2003      | Нова тема за замовчуванням (Qute), закладки та вдосконалення захисту, плавна прокрутка, автоматична зміна розмірів зображень. |
| Mozilla Firebird    | 1.5                 | 0.7                 | Indio               | 15 жовтня 2003      | Автоматична прокрутка, менеджер паролів, покращення панелі налаштувань. |
| Mozilla Firefox     | 1.6                 | 0.8                 | Royal Oak           | 9 лютого 2004       | Встановлювач під Windows, автономна робота, вдосконалені закладки та менеджер завантаження, новий логотип. |
| Mozilla Firefox     | 1.7                 | 0.9                 | One Tree Hill       | 15 червня 2004      | Нова тема за замовчуванням (Winstripe), вдосконалений імпорт даних, новий менеджер тем та розширень, зменшений розмір дистрибутива, нова довідкова система, встановлювач для Linux, поштова іконка (лише для Windows). |
| Mozilla Firefox     | 1.7                 | 1.0                 | Phoenix             | 9 листопада 2004    | Офіційний реліз версії 1.0. Офіційні локалізовані збірки. Додані нові функції, такі, як RSS/Atom, панель пошуку, плагін пошуку. Перестав підтримуватись 13 квітня 2006 року з випуском версії 1.0.8 (підтримка для застарілих версій Firefox звичайно закінчується через шість місяців після випуску нової основної версії).                                     |
| Mozilla Firefox     | 1.8                 | 1.5                 | Deer Park           | 29 листопада 2005   | Офіційний реліз версії 1.5. Офіційні локалізовані збірки. Додана підтримка SVG, canvas, відкоректований UI та покращена підтримка JavaScript 1.5 і CSS 2/3. Перестав підтримуватись 30 травня 2007 року після випуску Firefox 1.5.0.12. |
| Mozilla Firefox 2   | 1.8.1               | 2.0                 | Bon Echo            | 24 жовтня 2006      | Офіційний випуск версії 2.0. Офіційні локалізовані збірки. Додані нові функції, включаючи відновлення сесії після аварійного закриття, підказки при пошуку в Google та Yahoo!, нові менеджери пошукових плагінів та доповнень, попередній перегляд web feed-ов, bookmark microsummaries та захист від фішингу. Оновлена тема. Включена підтримка JavaScript 1.7. |
| Mozilla Firefox 2   | 1.8.1               | 2.0.0.20            |                     | 18 грудня 2008      | Виправленні уразливості в системі безпеки. |
| Mozilla Firefox 3   | 1.9                 | 3.0                 | Gran Paradiso       | 17 червня 2008      | Було внесено більш 15 000 виправлень. |
| Mozilla Firefox 3   | 1.9                 | 3.0.19              |                     | 30 березня 2010     | Покращена стабільність роботи. |
| Mozilla Firefox 3.5 | 1.9.1               | 3.5                 | Shiretoko           | 30 червня 2009      | Тест Acid3 — 93/100. Доданий режим приватного перегляду. Покращена продуктивність та стабільність нового JavaScript двигуна TraceMonkey. Покращення двигуна Gecko. |
| Mozilla Firefox 3.5 | 1.9.1               | 3.5.19              |                     | 28 квітня 2011      | Покращена стабільність та безпека. |
| Mozilla Firefox 3.6 | 1.9.2               | 3.6                 | Namoroka            | 21 січня 2010       | Тест Acid3 — 94/100. Новий механізм перемикання між вкладками. Збільшена швидкість роботи Javascript. Підтримка SVG-анімації, за замовчуванням вимкнена. Підтримка CSS Multiple Backgrounds. Тісніша інтеграція з новими операційними системами Windows 7 та Mac OS X 10.6.                                                                                      |
| Mozilla Firefox 3.6 | 1.9.2               | 3.6.28              |                     | 13 березня 2011     | Покращена стабільність та безпека. |
| Mozilla Firefox 4.0 | 2.0                 | 4.0                 | Tumucumaque         | 22 березня 2011     | Тест Acid3 — 97/100. Нова тема на всіх платформах. Синхронізація закладок, поліпшення менеджера додатків. Групування вкладок. Вбудована синхронізація. Підтримка WebM, WebGL, апаратне прискорення графіки, додаткова оптимізація JavaScript-рушія TraceMonkey під назвою «JägerMonkey», поліпшення підтримки HTML5 та CSS3.                                     |
| Mozilla Firefox 4.0 | 2.0                 | 4.0.1               |                     | 28 квітня 2011      | Покращена стабільність і безпека. |

### Версії 5+ (короткі релізи)

#### 2011
| Firefox 5.0 — 9.0.1 | Firefox 5.0 — 9.0.1 | Firefox 5.0 — 9.0.1 | Firefox 5.0 — 9.0.1 | Firefox 5.0 — 9.0.1 |
| Назва               | Версія Gecko        | Версія              | Дата релізу         | Значні зміни |
| ------------------- | ------------------- | ------------------- | ------------------- | --- |
| Mozilla Firefox 5.0 | 5.0                 | 5.0                 | 21 червня 2011      | Підтримка CSS-анімації. Збільшена продуктивність Canvas, JavaScript рушія, мережевих операцій і функцій роботи з пам'яттю. Покращена підтримка стандартів HTML5, XHR, MathML, SMIL та Canvas. Покращена інтеграція з десктоп-оточеннями в Linux. |
| Mozilla Firefox 5.0 | 5.0                 | 5.0.1               | 11 липня 2011       | Цей випуск не містить ніяких змін і розрахований лише на користувачів операційної системи Mac OS. Версії для Windows і Linux повністю ідентичні Firefox 5.0 у всьому крім номера.                                                                |
| Mozilla Firefox 6.0 | 6.0                 | 6.0                 | 16 серпня 2011      | Оптимізація роботи вебдодатків та кешування, підтримка Mac OS X 10.7 і більш швидке виконання сценаріїв JavaScript. |
| Mozilla Firefox 6.0 | 6.0                 | 6.0.2               | 6 вересня 2011      | Відкликані кореневий сертифікат для DigiNotar через шахрайські SSL видачі сертифіката. |
| Mozilla Firefox 7.0 | 7.0                 | 7.0                 | 27 вересня 2011     | Оптимізація використання пам'яті, підтримка Web Timing, Acid3 100/100. Приставка «http://» в URL-адресах за замовчуванням прихована. |
| Mozilla Firefox 7.0 | 7.0                 | 7.0.1               | 29 вересня 2011     | Виправлена рідкісна проблема, коли деякі користувачі не могли знайти один або кілька додатків, прихованих після апдейта Firefox. |
| Mozilla Firefox 8.0 | 8.0                 | 8.0                 | 8 листопада 2011    | Покращена безпека, і змінений стиль. |
| Mozilla Firefox 9.0 | 9.0                 | 9.0.1               | 21 грудня 2011      | Додана підтримка технологій Type Inference, font-stretch а також розширені можливості HTML5, MathML і CSS. Перероблено вікно первинної перевірки додатків на сумісність.                                                                         |

#### 2012
| Firefox 10.0 — 17.0.11 | Firefox 10.0 — 17.0.11 | Firefox 10.0 — 17.0.11 | Firefox 10.0 — 17.0.11 | Firefox 10.0 — 17.0.11 |
| Назва                  | Версія Gecko           | Версія                 | Дата релізу            | Значні зміни |
| ---------------------- | ---------------------- | ---------------------- | ---------------------- | --- |
| Mozilla Firefox 10 ESR | 10.0                   | 10.0                   | 31 січня 2012          | Початок впровадження тихого оновлення браузера, нові інструменти розробника, CSS 3D трансформації, підтримка повноекранного API, перший ESR реліз |
| Mozilla Firefox 10 ESR | 10.0                   | 10.0.12                | 8 січня 2013           | Покращена стабільність та безпека. |
| Mozilla Firefox 11.0   | 11.0                   | 11.0                   | 13 березня 2012        | Імпорт даних з Google Chrome, редактор стилів, SPDY (типово вимкнуто), синхронізація додатків |
| Mozilla Firefox 12.0   | 12.0                   | 12.0                   | 24 квітня 2012         | Покращений процес оновлення браузера, покращення інструментів розробника, покращення мультимедійних об'єктів |
| Mozilla Firefox 13     | 13.0                   | 13.0                   | 5 червня 2012          | SPDY типово увімкнено, нова домашня сторінка зі швидким доступом до управління браузером, мініатюри найбільш відвідуваних сторінок при відкритті пустої сторінки                                                                                         |
| Mozilla Firefox 13     | 13.0                   | 13.0.1                 | 15 червня 2012         | Виправлені помилки з Flash 11.3 та Hotmail |
| Mozilla Firefox 14.0   | 14.0.1                 | 14.0                   | 17 липня 2012          | Новий Awesome Bar, реалізація Pointer Lock API |
| Mozilla Firefox 15     | 15.0                   | 15.0                   | 28 серпня 2012         | Зменшене споживання пам'яті, підтримка SPDY v3, підтримка аудіо кодека Opus, додано дебаггер JavaScript |
| Mozilla Firefox 15     | 15.0                   | 15.0.1                 | 6 вересня 2012         | Виправлені помилки з Private Browsing |
| Mozilla Firefox 16     | 16.0                   | 16.0                   | 9 жовтня 2012          | Статистика споживання пам'яті по вкладках, підтримка HTML5 елемента meter, CSS3 правил Animations, Transitions, Transforms, Gradients, IndexedDB, Battery API, Vibration API та calc(), підтримка вебдодатків, включена підтримка кодека Opus та SPDY v3 |
| Mozilla Firefox 16     | 16.0                   | 16.0.2                 | 27 жовтня 2012         | Виправлені помилка з безпекою |
| Mozilla Firefox 17.0   | 17.0                   | 17.0                   | 20 листопада 2012      | Початкова реалізація Social API (включена підтримка Facebook Messenger), імплементація Click-to-play |
| Mozilla Firefox 17.0   | 17.0                   | 17.0.11                | 15 листопада 2013      | 2-й ESR реліз |

#### 2013
| Firefox 18.0 — 26.0  | Firefox 18.0 — 26.0 | Firefox 18.0 — 26.0 | Firefox 18.0 — 26.0 | Firefox 18.0 — 26.0 |
| Назва                | Версія Gecko        | Версія              | Дата релізу         | Значні зміни |
| -------------------- | ------------------- | ------------------- | ------------------- | --- |
| Mozilla Firefox 18.0 | 18.0                | 18.0                | 8 січня 2013        | Новий компілятор JavaScript IonMonkey, підтримка Retina Display на OS X 10.7+, попередня підтримка стандарту WebRTC |
| Mozilla Firefox 18.0 | 18.0                | 18.0.2              | 5 лютого 2013       | Виправлені помилка з безпекою Javascript |
| Mozilla Firefox 19.0 | 19.0                | 19.0                | 19 лютого 2013      | Вбудований переглядач pdf, прискорення запуску, підтримка CSS @page та одиниць вимірювання view-percentage |
| Mozilla Firefox 19.0 | 19.0                | 19.0.1              | 27 лютого 2013      | Оновлення лише для Windows 8: виправлені помилки, що призводили до нестабільної роботи на деяких відеокартах AMD Radeon HD |
| Mozilla Firefox 20.0 | 20.0                | 20.0                | 2 квітня 2013       | Приватний режим перегляду в рамках вікна, новий менеджер завантажень, можливість завершення завислих плагінів без перезапуску браузера, новий Javascript Profiler, реалізація getUserMedia, необхідна для підтримки протоколу WebRTC |
| Mozilla Firefox 20.0 | 20.0                | 20.0.1              | 11 квітня 2013      | Оновлення лише для Windows: виправлені помилки щодо обробки мережевих (UNC) шляхів |
| Mozilla Firefox 21.0 | 21.0                | 21.0                | 14 травня 2013      | Нові провайдери Socal API, покращена реалізація DNT, початкова реалізація Firefox Health Report, реалізація елементу <main> і style scoped |
| Mozilla Firefox 22.0 | 22.0                | 22.0                | 25 червня 2013      | Увімкнено протокол WebRTC, для Windows використовуються системні налаштування масштабування на екранах високої роздільної здатності, доданий менеджер налаштувань соціальних провайдерів, двигунець OdinMonkey з підтримкою asm.js, реалізація CSS Flexbox, Web Notifications API, clipboardData API для JavaScript, нові HTML5 елементи і |
| Mozilla Firefox 23.0 | 23.0                | 23.0                | 6 серпня 2013       | Оновлений логотип, підтримка DXVA2, підтримка HTML5 елемента введення типу range, розширені функції для соціальних мереж |
| Mozilla Firefox 24.0 | 24.0                | 24.0                | 17 вересня 2013     | Уніфікована консоль браузера, прискорення відкриття нової вкладки |
| Mozilla Firefox 24.0 | 24.0                | 24.8.1              | 24 вересня 2014     | Третій ESR реліз |
| Mozilla Firefox 25.0 | 25.0                | 25.0                | 29 жовтня 2013      | Підтримка Web Audio API, вміст iframe можна вказувати inline, пошук став прив'язаним до сторінки, а не до браузера |
| Mozilla Firefox 26.0 | 26.0                | 26.0                | 11 грудня 2013      | Всі Java-плагіни типово не активні, зображення завантажуються і показуються тільки тоді, коли область екрану стає видимою, підтримка H.264 під Linux, підтримка MP3 під Windows XP |

#### 2014
| Firefox 27.0 — 34.0.5 | Firefox 27.0 — 34.0.5 | Firefox 27.0 — 34.0.5 | Firefox 27.0 — 34.0.5 | Firefox 27.0 — 34.0.5 |
| Назва                 | Версія Gecko          | Версія                | Дата релізу           | Значні зміни |
| --------------------- | --------------------- | --------------------- | --------------------- | --- |
| Mozilla Firefox 27.0  | 27.0                  | 27.0                  | 4 лютого 2014         | - Реалізована підтримка одночасного запуску декількох служб за допомогою Firefox SocialAPI, що дозволяє вам отримувати повідомлення, чатитись та виконувати інші дії одночасно в декількох інтегрованих соціальних мережах; - За замовчуванням ввімкнено підтримку протоколів TLS 1.1 (RFC +4346) і TLS 1.2 (RFC 5246); - Додана підтримка протоколу SPDY 3.1; - Додана можливість скидання стилів за допомогою 'all: unset'; - Тепер у вас є можливість деобфускації javascript в зневаджувачі; - Додана підтримка прокручуваних наборів полів; - Реалізована директива allow-popups для iframe пісочниці, що дозволяє підвищити безпеку; - Вилучений префікс у ключових слів CSS курсорів -moz-grab і -moz-grabbing; - У SpiderMonkey додана підтримка генераторів ES6; - Реалізована підтримка математичної функції Math.hypot() в ES6; - У Canvas додана підтримка Dashed line; - Реалізована підтримка рендерингу вмісту на Linux за допомогою Azure/Skia; - Виправлення в системі безпеки. |
| Mozilla Firefox 27.0  | 27.0                  | 27.0.1                | 13 лютого 2014        | - Виправлені проблеми зі стабільністю Greasemonkey та інших JS, які використовували ClearTimeoutOrInterval; - Вирішено проблему з математичною коректністю JS (Баг #941381). |
| Mozilla Firefox 28.0  | 28.0                  | 28.0                  | 18 березня 2014       | - Реалізовано декодування відео у форматі VP9; - Доданий горизонтальний регулятор гучності для аудіо/відео у форматі HTML5; - В WebM додана підтримка Opus; - Тепер, коли реалізована підтримка SPDY/3, була видалена підтримка SPDY/2, і сервери без SPDY/3 будуть здійснювати з'єднання по HTTP/1 без затримки; - Додана підтримка атрибуту 'mathvariant' з MathML 2.0; - Додано інформування про зависання фонових потоків; - Додана підтримка мультирядкового flexbox в layout; - Виправлення в системі безпеки. |
| Mozilla Firefox 29.0  | 29.0                  | 29.0                  | 29 квітня 2014        | - Значно оновлений режим налаштування інтерфейсу дозволяє вам легко персоналізувати вашу роботу в Інтернеті, прискоривши доступ до функцій, які ви використовуєте найчастіше; - Нове, просте для доступу меню, знаходиться в правому верхньому куті Firefox і включає в себе популярні засоби для управління браузером; - Нові заокруглені вкладки надають браузеру згладжений і плавний вигляд, і йдуть у тінь, коли стають неактивними; - Реалізований інтерактивний тур для ознайомлення користувачів з новими змінами в інтерфейсі; - Додана можливість налаштування Синхронізації Firefox за допомогою Аккаунта Firefox; - Допрацьована і ввімкнена підтримка Gamepad API; - Додана локалізація малайською мовою; - Клік по W3C Web Notification призведе до перемикання на вкладку яка відправила його; - Реалізована підтримка 'box-sizing'(без префікса -moz-); - У Web Workers став доступний об'єкт Console; - Promises ввімкнені за замовчуванням; - SharedWorker ввімкнені за замовчуванням; - Реалізована і ввімкнена підтримка <input type="number">; - Реалізована і ввімкнена підтримка <input type="color">; - Ввімкнено ECMAScript Internationalization API; - Вилучена панель доповнень, її вміст було переміщено на панель навігації. |
| Mozilla Firefox 29.0  | 29.0                  | 29.0.1                | 9 травня 2014         | - Вирішено проблему, при якій друк PDF з вбудованого засобу перегляду (pdf.js) виводив білу сторінку; - Вирішено проблему, при якій на темних темах Windows 8.1 вкладки були непомітні; - Вирішено проблему, при якій не відбувалося відновлення сесії при пошкодженні файлу sessionstore.js; - Механізм відстеження вебсайтів, відвідуваних користувачем, для прискорення їх відкриття в майбутньому (Seer) відключений за замовчуванням. - Виправлення в системі безпеки. |
| Mozilla Firefox 30.0  | 30.0                  | 30.0                  | 10 червня 2014        | - Нова кнопка виклику бічної панелі полегшує доступ до бічних панелей соціальної мережі, закладок та історії; - В Mac OS X додана підтримка поєднання клавіш command-E для підстановки знайденого вираження у виділений текст; - Додана підтримка GStreamer 1.0; - Заборонено виклик конструкторів WebIDL як функцій в Інтернеті; - Плагіни більше не будуть активуватися за замовчуванням, за винятком тих, які входять до складу розширення або включені в білий список; - Внесені виправлення в box-shadow й інше visual overflow; - При використанні WebAudio для кожного вікна доступно ввімкнення/вимкнення і регулювання гучності звуку; - background-blend-mode включений за замовчуванням; - Використання line-height тепер дозволено для <input type="reset\|button\|submit">; - Реалізовано ES6 array і generator comprehensions; - Стек помилок тепер містить номер стовпчика; - Додана підтримка опції alpha в налаштуваннях контексту canvas; - autocomplete="off" при пропонуванні збереження паролів за допомогою менеджера паролів тепер ігнорується; - Виправлена проблема при якій TypedArrays не підтримувало нові іменовані властивості. |
| Mozilla Firefox 31.0  | 31.0                  | 31.0                  | 22 липня 2014         | - На сторінку нової вкладки додана форма пошуку; - Розширені й значно удосконалені інструменти веброзробника. Зроблено безліч поліпшень; - Додана інтеграція з Generational Garbage Collector; - Тепер OdinMonkey, з метою оптимізації продуктивності, застосовує backtracking allocator для обробки коду, який використовує стиль asm.js; - Тепер бібліотека mozilla::pkix використовується для перевірки сертифікатів; - Тепер Firefox відкриває файли у форматах OGG (аудіо і відео) і PDF (електронні книги), якщо ці формати не асоційовані операційною системою із зовнішніми додатками; - Частково реалізована підтримка таблиці OpenType MATH; - Додана підтримка HTML5 WebVTT; - Додана підтримка змінних в блоках CSS3; - Підтримка navigator.sendBeacon ввімкнена за замовчуванням; - Включено новий вбудований масив: Array.prototype.fill(); - Включено новий вбудований об'єкт: Object.setPrototypeOf(); - Розширена підтримка CSP 1.1; - Діалоги від події onbeforeunload більше не блокують роботу всього браузера; - Виправлено пошук частково виділеного тексту посилання з контекстного меню. - Додана локалізація верхньолужицькою мовою. - Виправлення в системі безпеки. |
| Mozilla Firefox 31.0  | 31.0                  | 31.1.0esr             | 1 вересня 2014        | - Виправлення в системі безпеки. |
| Mozilla Firefox 31.0  | 31.0                  | 31.1.1esr             | 23 вересня 2014       | - Виправлення в системі безпеки. |
| Mozilla Firefox 31.0  | 31.0                  | 31.2.0esr             | 14 жовтня 2014        | - Виправлення в системі безпеки. - Виправлена помилка, коли імпорт закритого ключа RSA не працював, якщо p < q. - Виправлена проблема невірного сертифіката mozilla::pkix. |
| Mozilla Firefox 31.0  | 31.0                  | 31.3.0esr             | 1 грудня 2014         | - Виправлено періодичні збої в тестах mochitest-browser менеджера доповнень. - Виправлено помилку на Yosemite. - Виправлено падіння при запуску @ JS::Handle::operator JSObject* const&(). - Виправлення в системі безпеки. |
| Mozilla Firefox 31.0  | 31.0                  | 31.4.0esr             | 13 січня 2015         | - Виправлення в системі безпеки. |
| Mozilla Firefox 31.0  | 31.0                  | 31.5.0esr             | 24 лютого 2015        | - Виправлення в системі безпеки. |
| Mozilla Firefox 31.0  | 31.0                  | 31.5.2esr             | 20 березня 2015       | - Виправлення в системі безпеки, з проблем, які були виявлені на конкурсі HP Zero Day Initiative's Pwn2Own. |
| Mozilla Firefox 31.0  | 31.0                  | 31.5.3esr             | 21 березня 2015       | - Виправлення в системі безпеки, з проблем, які були виявлені на конкурсі HP Zero Day Initiative's Pwn2Own. |
| Mozilla Firefox 31.0  | 31.0                  | 31.6.0esr             | 31 березня 2015       | - Виправлення в системі безпеки. |
| Mozilla Firefox 31.0  | 31.0                  | 31.7.0esr             | 12 травня 2015        | - Виправлення в системі безпеки. |
| Mozilla Firefox 31.0  | 31.0                  | 31.8.0esr             | 2 липня 2015          | - Виправлення в системі безпеки. |
| Mozilla Firefox 32.0  | 32.0                  | 32.0                  | 2 вересня 2014        | - Новий HTTP-кеш забезпечує підвищену продуктивність та відновлення після збоїв; - Інтегрована генераційна збірка сміття; - Включена підтримка закріплення (pinning) відкритих ключів; - На панелі інструментів пошуку тепер відображається число знайдених елементів; - Додана локалізація нижньолужицькою мовою; - Полегшено перехід назад, вперед, оновлення сторінки і додавання закладки через контекстне меню; - У менеджер паролів додано перегляд даних історії використання паролів; - Вилучено та відключено довіру до деяких 1024-бітових кореневих сертифікатів; - Підвищена продуктивність менеджера паролів і менеджера доповнень; - DrawFocusIfNeeded ввімкнений за замовчуванням; - Position: sticky з CSS включений за замовчуванням; - Mix-blend-mode включений за замовчуванням; - Vibration API оновлено до останньої специфікації W3C; - Box-decoration-break включений за замовчуванням; - Реалізовано метод Array#copyWithin вбудований в ECMAScript 6; - В Array вбудований новий метод: Array.from(); - Реалізовано властивість navigator.languages і подію languagechange; - CSS box-decoration-break замінив -moz-background-inline-policy; - У Інструменти Розробника додана підтримка HiDPI; - Кнопка інспектора переміщена в лівий верхній кут; - Приховані вузли відображаються інакше в markup-view; - Виправлення в системі безпеки. - Новий редактор Веб Аудіо; - У простий редактор JavaScript додано доповнення коду і вбудована документація; - Виправлено: Mac OS X: Cmd-L не відкривав нове вікно, коли не доступно жодне вікно; - Виправлено: Проблеми з рендерингом тексту на Windows 7 з оновленням KB2670838 (необхідним для MSIE 10) або на Windows 8.1; |
| Mozilla Firefox 32.0  | 32.0                  | 32.0.1                | 12 вересня 2014       | - Усунені проблеми зі стабільністю роботи на комп'ютерах з декількома відеокартами; - Вирішено проблему, при якій на SSL-сайтах замість правильного значка замка міг відображатися неправильний значок змішаного вмісту; - Вирішено проблему, при якій WebRTC: setRemoteDescription() мовчки зазнає невдачі, якщо не був вказаний успішний зворотний виклик. |
| Mozilla Firefox 32.0  | 32.0                  | 32.0.2                | 18 вересня 2014       | - Вирішено проблему, за якої оновлення некоректно встановленого браузера призводило до падіння Firefox при запуску. |
| Mozilla Firefox 32.0  | 32.0                  | 32.0.3                | 24 вересня 2014       | - Виправлення в системі безпеки. |
| Mozilla Firefox 33.0  | 33.0                  | 33.0                  | 13 жовтня 2014        | - Проведена оптимізація механізмів зберігання рядків JavaScript та обробки строкових даних, що дозволило скоротити споживання пам'яті і збільшити продуктивність строкових операцій; - Додана підтримка відеокодека H.264 (в пісочниці) шляхом використання відкритою компанією Cisco бібліотеки OpenH264; - Для Windows за замовчуванням ввімкнена технологія Off Main Thread Compositing (OMTC); - Проведено поліпшення роботи пошуку в адресному рядку (наприклад додані пошукові підказки на сторінках about: home і about: newtab); - Покращена стабільність відновлення сесій; - Додано новий бекенд для Content Security Policy; - Підтримка з'єднання до HTTP-проксі з використанням HTTPS; - Вилучені пропрієтарні властивості і функції window.crypto; - Припинена підтримка зневаджувача JavaScript Debugger Service на користь Debugger API; - Реалізований інтерфейс DOMMatrix; - Реалізовано правило @ counter-style зі специфікації CSS3 Counter Styles; - Додана локалізація азербайджанською мовою; - Виправлена проблема, коли незавершені завантаження позначалися як завершені, шляхом виявлення порушення передачі даних по HTTP 1.1. - Доданий редактор кубічних кривих Безьє (відео); - Доступний перегляд DOM-подій в «Інспекторі»; - Реалізовано нову бічну панель, що відображає список ярликів для кожного правила media в поточній таблиці стилів; - Додана можливість (Paint Flashing) для наочної оцінки перемальовуваних елементів; - У розділі «Правила»(Rules) в режимі інспектування додана можливість редагування правил keyframes; - Також в «Інспекторі» тепер відображається підсвічування CSS-перетворень. |
| Mozilla Firefox 33.0  | 33.0                  | 33.0.1                | 24 жовтня 2014        | - Усунена проблема, що призводила до відображення чорного екрану замість вмісту сторінок на Windows-системах з деякими застарілими версіями графічних драйверів для чипів Intel (в останній версії 9.17.10.3517 проблема не виявлена). |
| Mozilla Firefox 33.0  | 33.0                  | 33.0.2                | 28 жовтня 2014        | - Усунено падіння браузера при запуску, що виникає при комбінації деяких драйверів і апаратного забезпечення. |
| Mozilla Firefox 33.0  | 33.0                  | 33.0.3                | 6 листопада 2014      | - Драйвери відеокарт, що викликають появу чорного екрану з увімкненим OMTC, внесені в чорний список. |
| Mozilla Firefox 33.1  | 33.0                  | 33.1                  | 10 листопада 2014     | - Нова реалізація стартової сторінки, яка відображається при відкритті нової вкладки. - Додано Кнопку Очистки (Forget Button), яка швидко видаляє історію відвідування Firefox. - У панель пошукових систем додана служба DuckDuckGO. - З'явилося вбудоване наочне керівництво з забезпечення приватності. |
| Mozilla Firefox 33.1  | 33.0                  | 33.1.1                | 14 листопада 2014     | - Усунено падіння браузера при запуску, що виникає при комбінації деяких драйверів і апаратного забезпечення. |
| Mozilla Firefox 34.0  | 34.0                  | 34.0                  | 1 грудня 2014         | - У браузер додана функція Firefox Hello з реалізацією аудіо- і відеочату, побудованого з використанням технології WebRTC; - Реалізована можливість легкого перемикання між темами оформлення безпосередньо з режиму настройки, який активується через меню; - У діалог, що інформує про те, що тепер вже виконується інша копія Firefox, додана опція для відновлення роботи старого процесу Firefox; - Перехід до ненав'язливої пропозиції використання Firefox як браузера за замовчуванням (без виведення діалогового вікна); - Реалізація чорнового варіанту специфікації HTTP/2 (draft14) та підтримка TLS-розширення ALPN (Application-Layer Protocol Negotiation); - Почалася реалізація засобів CSS3 з управління шрифтами; - Почалася інтеграція нового API WebCrypto, призначеного для виконання базових криптографічних операцій на стороні web-додатків, таких як: маніпуляції з криптографічними хешами, генерація і перевірка цифрових підписів, кодування і декодування даних з використанням різних методів шифрування, формування криптографічно надійних випадкових чисел. У API також передбачені функції для генерації ключів та управління ними; - У JavaScript додана підтримка типу Symbol, визначеного в специфікації ECMAScript 6 і застосовного для ідентифікаторів властивостей об'єктів; - Доданий метод Element.matches() для зіставлення елементів за іменем; - Для web workers реалізований метод Performance.now(), який повертає поточне значення таймера високого розширення з точністю 1/1000 мілісекунди; - Додано об'єкт WeakSet, визначений у специфікації ECMAScript 6; - Можливість використання в JavaScript шаблонів рядків і нового методу String.raw(); - У інструментах для web-розробників додана можливість підсвічування всіх вузлів, відповідних вказаним селектору в панелях редактора стилів і режиму інспектування; - Покращено інтерфейс користувача системи профілювання. Додана окрема вкладка для оцінки продуктивності; - У web-консоль додана функція console.table для виведення вмісту багаторівневих масивів в табличному вигляді; - Додана нова панель Storage inspector для інспектування сховищ, пов'язаних з роботою cookies, localStorage, sessionStorage і IndexedDB. Тепер дані доступні тільки для читання, але в майбутніх випусках очікується підтримка редагування вмісту сховищ; - В режим інспектування додана підтримка відстеження подій бібліотеки jQuery, у тому числі забезпечений показ функцій, прив'язаних до jQuery.on(); - Нове меню для зміни Iframe в процесі відладки, що дозволяє перемкнути всі інструменти web-розробника на роботу з обраним iframe; - До складу включена інтегроване середовище для розробки додатків WebIDE, що дозволяє створювати, редагувати, тестувати і розгортати web-додатки для настільних і мобільних систем. WebIDE дозволяє створювати web-додатки з нуля, використовуючи для спрощення розробки колекцію готових шаблонів; - У версії для платформи Android реалізовано автодоповнення параметрів в адресному рядку; - Для Білорусі, Росії та Казахстану пошукова система за замовчуванням змінена на Яндекс. |
| Mozilla Firefox 34.0  | 34.0                  | 34.0.5                | 1 грудня 2014         | - Для Північної Америки пошукова система за замовчуванням змінена на Yahoo!. |

#### 2015
| Firefox 35.0 — 43.0.3 | Firefox 35.0 — 43.0.3 | Firefox 35.0 — 43.0.3 | Firefox 35.0 — 43.0.3 | Firefox 35.0 — 43.0.3 |
| Назва                 | Версія Gecko          | Версія                | Дата релізу           | Значні зміни |
| --------------------- | --------------------- | --------------------- | --------------------- | --- |
| Mozilla Firefox 35.0  | 35.0                  | 35.0                  | 13 січня 2015         | - У вбудованому комунікаційному клієнті Firefox Hello з'явився новий режим чату, що дозволяє призначати імена кімнатам чату і надалі підключатися до них по фіксованому URL. Чат тепер відкривається в окремому вікні, яке можна масштабувати, переміщати і згортати незалежно від основного вікна браузера; - Забезпечена можливість доступу до каталогу-магазину додатків Firefox Marketplace з меню (розділ інструментів). Крім того, опціонально на панель може бути поміщена спеціальна кнопка; - Покращена реалізація кнопки Share, що дозволяє швидко ділитися посиланнями через соціальні мережі. Для ввімкнення функції необхідно виконати активацію, після чого з'явиться можливість прямої публікації повідомлень в Facebook, Twitter, Tumblr, Google+, Однокласниках, Вконтакте та інших соціальних мережах; - Вирішені проблеми і враховані скарги користувачів у новій реалізації панелі пошуку, що дозволяє вибрати потрібний пошуковий сервіс під час набору запиту. Новий інтерфейс пошуку активований для користувачів з будь-якими локалізаціями, а не тільки en-US; - Покращена обробка змін динамічних стилів, яка дозволила добитися збільшення чуйності інтерфейсу; - Проведена робота по збільшенню продуктивності масштабування високоякісних зображень; - Реалізовано HTTP-розширення для механізму прив'язки відкритих ключів (Public Key Pinning), що дозволяє явно визначити сертифікати яких засвідчувальних центрів допустимо використовувати для заданого сайту; - Реалізований API Resource Timing, через який можна отримати дані про час обробки різних ресурсів web-сторінки, що дозволяє точно виміряти продуктивність різних частин web-додатків з урахуванням часу завантаження зовнішніх ресурсів; - Ввімкнена за замовчуванням підтримка фільтрів CSS (властивість filter, що дозволяє створювати засобами CSS візуальні ефекти, такі як перегортання сторінок); - Семантика JavaScript-оператора 'let' приведена у відповідність до вимог специфікації ECMAScript 6; - У Web Workers додана можливість використання WebSocket; - Активована за замовчуванням CSS-властивість mask-type; - Підтримка HTML Imports, механізму формування пакетів з web-компонентами (Web Components). Наприклад, можна вставити вміст однієї html-сторінки в іншу, використовуючи конструкцію 'link rel="import" href="myfile.html"'; - Підтримка інспектування псевдоелементів «::before» і «::after»; - Додано нове контекстне меню «Show DOM Properties», показуване для елементів дерева розмітки; - У інтерфейс моніторингу мережевих з'єднань (Network Monitor) доданий новий режим показу заголовків запитів і відповідей; - При наведенні на селектор CSS в вікні з поданням розрахованих значень тепер відображаються всі вузли, відповідні вказаному селектору; - У редакторі таблиць стилів за замовчуванням ввімкнена підтримка CSS source maps (зіставлення згенерованих CSS-файлів з вихідними файлами препроцесорів Sass, Less або Stylus); - Підтримка заголовка alt-svc (HTTP Alternate Services), визначеного в специфікації протоколу HTTP/2; - Підтримка WebGL-розширення EXT_blend_minmax; - Вбудований PDF-переглядач PDF.js оновлено до версії 1.0.907; - Підтримка CSS-властивостей для управління завантаженням шрифтів (CSS Font Loading API); - Для OS X Snow Leopard (10.6) і більш нових версій задіяна надана платформою реалізація відеокодека H.264 (MP4); |
| Mozilla Firefox 35.0  | 35.0                  | 35.0.1                | 26 січня 2015         | - Виправлено збій при роботі з доповненням Enhanced Steam; - Виправлено можливий збій при запуску браузера; - Вирішена проблема з аутентифікацією Kerberos при використанні псевдонімів; - Виправлена проблема відображення SVG/CSS-анімації на деяких сайтах; - Виправлений збій при роботі з поштою на сервері Godaddy; - Вирішена проблема, при якій document.baseURI не оновлювався в document.location після видалення тегу base з DOM на сайтах з CSP; - Вирішена проблема з набором тексту у версії браузера з RTL-напрямком тексту (справа наліво); - Змінено поведінку CSP, що стосується чутливості до завантаження ресурсів. |
| Mozilla Firefox 36.0  | 36.0                  | 36.0                  | 24 лютого 2015        | - Повна підтримка протоколу HTTP/2.0. - Перехід до другої фази припинення підтримки сертифікатів на основі 1024-розрядних ключів RSA. - Шифр RC4 визнаний небезпечним, його використання приводить до відображення в інтерфейсі спеціального індикатора. - Підтримка синхронізації посилань, закріплених на стартовій сторінці. - Серія змін, що впливають на сумісність з доповненнями. Почалася підготовка доповнень до переходу Firefox на багатопроцесну архітектуру, у зв'язку з чим обмежені можливості деяких XPConnect-прошарків. - Доданий мета-тег (meta name="referrer") для управління заповненням HTTP-заголовка Referrer. - У JavaScript додана підтримка типу Symbol, визначеного в специфікації ECMAScript 6 і застосовного для ідентифікаторів властивостей об'єктів. - Реалізовано поведінку прокрутки CSSOM-View, що дозволяє забезпечити плавну прокрутку вмісту без задіяння власних бібліотек. - Додані CSS-властивості object-fit і object-position, що визначають, як слід вмістити в область замінний елемент. - Додано CSS-властивість isolation, визначальне застосування ізоляції елемента від іншого вмісту при накладенні. - Додано CSS-властивість will-change, через яку можна інформувати браузер про тип застосовуваних до елементу змін, що дозволяє заздалегідь вибрати потрібний метод оптимізації до фактичного внесення змін. - Доданий CSS-параметр unicode-range, що дозволяє визначити використовуваний діапазон символів, який буде завантажений зі шрифту (дає можливість заощадити трафік і не завантажувати зайві символи). - Позбавлені від префікса «-moz-» CSS-властивості text-decoration-color, text-decoration-line і text-decoration-style. - У функцію перетворення рядка в число ToNumber (string) додана підтримка літералів для вказівки довічних (0b) і вісімкових (0o) даних. - Проведена робота по істотному збільшенню продуктивності генераторів, визначених у специфікації ECMAScript 6 і дозволяють організувати ефективне виконання функцій в асинхронному режимі. Після внесення змін швидкість функцій-генераторів збільшилася у двадцять два рази. - Додана експериментальна настройка dom.webcomponents.enabled при якій в дереві розмітки явно відображаються приховані елементи. - Розширено можливості вставки з буфера обміну при кліці правою кнопкою на вузлі дерева розмітки. - Вилучена опція «-remote». - Додана локалізація узбецькою мовою. - Виправлення в системі безпеки. |
| Mozilla Firefox 36.0  | 36.0                  | 36.0.1                | 5 березня 2015        | - Виправлено падіння браузера за деяких обставин. - Вкладка контактів Hello не з'являлася після входу в Аккаунт Firefox. - Виправлено падіння при запуску при використанні EMET. - Вирішено проблему з серйозними втратами пам'яті. - Hello міг стати неактивним до тих пір, поки не буде перезапущений браузер. - Виправлено відмову в доступі до хостів, чиї імена містили символ підкреслення («_»). - Налаштування друку іноді не зберігалися. - Відключено використання запитів DNS типу ANY. - Відновлено параметр -remote. |
| Mozilla Firefox 36.0  | 36.0                  | 36.0.3                | 20 березня 2015       | - Виправлення в системі безпеки, виявлені в ході HP Zero Day Initiative's Pwn2Own contest. |
| Mozilla Firefox 36.0  | 36.0                  | 36.0.4                | 21 березня 2015       | - Виправлення в системі безпеки, виявлені в ході HP Zero Day Initiative's Pwn2Own contest. |
| Mozilla Firefox 37.0  | 37.0                  | 37.0                  | 31 березня 2015       | - Додана система рейтингу Heartbeat, націлена на збір відомостей про задоволення роботою браузера. - Реалізовано підмножина API Media Source Extensions (MSE) API, що дозволяє генерувати мультимедійні потоки з JavaScript-додатків. У тому числі реалізована підтримка відтворення з YouTube використовуючи HTML5-програвач. - Для HTTP/2 реалізована підтримка додаткової схеми шифрування без аутентифікації, яка активується за підтримки сервером специфікації AltSvc. При даній схемі забезпечується тільки шифрування потоку даних без виконання операцій підтвердження достовірності сервера. - Відключений відкат на небезпечні версії TLS. - Звернення до пошукової системи Bing тепер проходить з використанням HTTPS. - Для збірок з турецькою локалізацієєю за замовчуванням задіяна пошукова система Яндекс. - Покращена продуктивність відтворення WebGL на платформі Windows за рахунок використання API Direct3D 11 замість Direct3D 9. - У WebRTC задіяна нова реалізація протоколів SDP (Session Description Protocol) і JSEP (Javascript Session Establishment Protocol). - Підтримка механізму OneCRL для централізованого відкликання сертифікатів. - Припинено підтримки DSA у сертифікатах і TLS. - У сертифікатах реалізована підтримка полів з обмеженнями по email. - Розширено інформаційні повідомлення про помилки SSL, не пов'язані з сертифікатами. - Для роботи розширення False Start в протоколі TLS тепер потрібно набір шифрів на основі блочного шифрування AEAD. - Додана підтримка CSS-властивості display: contents. - IndexedDB і WebSocket тепер доступні в багатопотокових обробниках Web Workers. - Забезпечена можливість виклику панелі налагодження для URL chrome:// і about://. - У web console додано виведення інформації про недостатньо надійні шифри. - Нова реалізація інтерфейсу для відображення інформації, пов'язаної з безпекою, у тому числі виводяться дані про сертифікати, версії TLS/SSL і методи захисту з'єднання. - До складу включений інструмент Valence, що дозволяє використовувати Firefox Developer Tools для налагодження сторонніх браузерів. - В системі інспектування шрифтів з'явилася можливість перегляду всіх використовуваних на сторінці шрифтів, включаючи згадані в блоках iframe. - У інтерфейс інспектування сторінок додана панель для управління елементами анімації. - Виправлення в системі безпеки. |
| Mozilla Firefox 37.0  | 37.0                  | 37.0.1                | 3 квітня 2015         | - Відключено використання заголовка AltSvc зі стандарту HTTP/2. - Виправлення в системі безпеки. - Усунено падіння при запуску програми, що відбувається за певних комбінацій графічної відеокарти і сторонніх програм. |
| Mozilla Firefox 37.0  | 37.0                  | 37.0.2                | 20 квітня 2015        | - Вирішено проблему, при якій в деяких випадках могли відображатися некоректно карти Google. - Підвищена стабільність роботи певних відеокарт і наборів функцій. - Виправлення в системі безпеки. |
| Mozilla Firefox 38.0  | 38.0                  | 38.0                  | 12 травня 2015        | - Включена повністю перероблена система налаштувань браузера. Новий розділ «Налаштування» побудований за принципом окремої сторінки з низкою сторінок, замість морально застарілого вікна. - При перезапуску після оновлення тепер виводиться діалогове вікно, що пропонує підтвердити легітимність встановлених додатків. - Підтримка API Encrypted Media Extensions, реалізує елементи підтримки DRM (Digital Rights Management) для організації захисту від копіювання відеоконтенту, що вбудовується в web-сторінки через HTML5-теги video і audio (Windows Vista або пізніші). - У WebRTC забезпечена підтримка передачі декількох однотипних потоків даних в рамках одного з'єднання (multistream PeerConnection) і можливість повторного погодження з'єднання. - Реалізований BroadcastChannel API, що дозволяє організувати простий обмін повідомленнями між різними контекстами в браузері, прив'язаними до одного сайту. - Додана підтримка Ruby-анотацій. - Припинено підтримку властивості autocomplete = off в полях з логінами та паролями. - Змінено поведінку парсера URL, який тепер не проводить кодування і декодування з символами '%' при установці або отриманні фрагмента URL. - Тепер RegExp.prototype.source повертає (?:) замість порожнього рядка для порожніх регулярних виразів; - Підвищено швидкість завантаження сторінок шляхом оптимізації деяких параметрів з'єднання; - Реалізована технологія Responsive Images. - WebSocket тепер доступний в Web Workers. - Для типізованих масивів в об'єкт Array додані методи of(), from(), forEach(), filter(), map() і slice(). - Додана підтримка DOM3-подій KeyboardEvent.code, що дозволяють отримати інформацію про сканкод натиснутої клавіші, визначаючого фізичний стан клавіші без урахування натискання модифікаторів та обраної розкладки клавіатури. - Для побудови та тестування доповнень до Add-on SDK задіяний новий інструментарій JPM, який замінить собою CFX, написаний на мові Python. JPM підтримує пакети NPM, написаний на JavaScript і використовує в роботі Node.js. - В інтерфейсі зневадження забезпечена видимість оптимізованих змінних. - У web-консоль додана команда copy. - У web-консолі спеціальними мітками візуально виділені і можуть бути відфільтровані записи, пов'язані із запитами XMLHttpRequest. - Виправлення в системі безпеки. |
| Mozilla Firefox 38.0  | 38.0                  | 38.0.1                | 14 травня 2015        | - Усунено збій при обробці великих анімованих зображень, в результаті якого могла спостерігатися зупинка завантаження решти зображень. - Усунено падіння при запуску Firefox на системах з графічними картами NVIDIA Optimus першого покоління. - Виправлена помилка, що приводила до некоректного імпорту куків з Google Chrome. - Забезпечено коректне декодування відеопотоків WebRTC H264 від клієнтів CiscoSpark. |
| Mozilla Firefox 38.0  | 38.0                  | 38.0.5                | 2 червня 2015         | - Режим читача (Reader View), при якому в зручному для сприйняття вигляді відображається тільки значимий текст статті, а всі супровідні керуючі елементи, банери, меню, навігаційні панелі та інші не пов'язані з контентом частині сторінки приховуються. - Можливість організації спільного доступу до активної вкладки або вікна через вбудований комунікаційний клієнт Hello. - Можливість відстеження статей і відео за допомогою сервісу Pocket, що дозволяє відкласти посилання, щоб повернутися до них коли з'явиться час, у тому числі з інших пристроїв. - Виправлено помилку, що приводить до стану гонки (race condition) через який припиняється рендеринг при перемиканні вкладок. - Вирішено проблеми продуктивності на платформі Windows 7 з драйвером VESA. |
| Mozilla Firefox 38.0  | 38.0                  | 38.1.0esr             | 2 липня 2015          | - Виправлено падіння браузера при вимірюванні пам'яті в about: memory з встановленим розширенням Яндекс. Елементи. - Виправлена робота функції «Зберегти як …» з 302 перенаправленням. - Покращена продуктивність графіки при використанні вбудованого драйвера VGA на Windows 7. - Виправлена робота функції getUserMedia, коли працював діод камери, але передача відео не відбувалася. - Виправлена проблема, коли посилання з параметром '_blank' не відкривались в новому вікні при використанні приватного режиму. - Різні поліпшення стабільності. - Виправлення в системі безпеки. - Виправлена помилка, коли Java-плагін не міг отримати доступ до налаштувань проксі-сервера Firefox. |
| Mozilla Firefox 38.0  | 38.0                  | 38.1.1esr             | 6 серпня 2015         | - Виправлення в системі безпеки. |
| Mozilla Firefox 38.0  | 38.0                  | 38.2.0esr             | 11 серпня 2015        | - Вирішено проблему при якій Firefox міг перестати відповідати на запити після клацання правою кнопкою по Flash-контенту на Windows 8. - Виправлено падіння Firefox під час відтворення відео mp4. - Фірмові додатки Firefox не відкривали посилання в браузері системи за замовчуванням. - Вирішено проблему зі значними втратами пам'яті з GreaseMonkey. - Виправлено падіння [@ RtlEnterCriticalSection \| MessageLoop::PostTask_Helper] при закритті браузера. - Інтерфейс браузера переходив в некерований стан при використанні Unity Web Player Plugin. - Падіння в mozilla::layers::SyncObjectD3D11::FinalizeFrame(). - Виправлення в системі безпеки. |
| Mozilla Firefox 38.0  | 38.0                  | 38.2.1esr             | 21 серпня 2015        | - Виправлення в системі безпеки. |
| Mozilla Firefox 38.0  | 38.0                  | 38.3.0esr             | 22 вересня 2015       | - Виправлення в системі безпеки. |
| Mozilla Firefox 38.0  | 38.0                  | 38.4.0esr             | 3 листопада 2015      | - Виправлення в системі безпеки. |
| Mozilla Firefox 38.0  | 38.0                  | 38.5.0esr             | 15 грудня 2015        | - Покращена стабільність з Java. - Виправлення в системі безпеки. |
| Mozilla Firefox 38.0  | 38.0                  | 38.5.1esr             | 21 грудня 2015        | - Підготовка до використання SHA-256 сертифікату підпису для Windows, щоб задовольнити нові вимоги підпису. |
| Mozilla Firefox 38.0  | 38.0                  | 38.5.2esr             | 22 грудня 2015        | - Використання SHA-256 сертифікату підпису для Windows, щоб задовольнити нові вимоги підпису. |
| Mozilla Firefox 38.0  | 38.0                  | 38.6.0esr             | 26 січня 2016         | - Виправлення в системі безпеки. |
| Mozilla Firefox 38.0  | 38.0                  | 38.6.1esr             | 12 лютого 2016        | - Оновлена бібліотека graphite2, в якій виправлено уразливість, що дозволяє організувати виконання коду при обробці спеціально оформленого шрифта. |
| Mozilla Firefox 38.0  | 38.0                  | 38.7.0esr             | 8 березня 2016        | - Виправлення в системі безпеки. |
| Mozilla Firefox 38.0  | 38.0                  | 38.7.1esr             | 16 березня 2016       | - Завантаження з історії могло показувати неправильний URL в адресному рядку. - Вимкнено бібліотеку обробки шрифтів Graphite. |
| Mozilla Firefox 39.0  | 39.0                  | 39.0                  | 2 липня 2015          | - На платформах Linux і OS X реалізований механізм виявлення шкідливого програмного забезпечення у файлах, що завантажуються. - У вбудований комунікаційний клієнт Hello додана підтримка відправки посилання для початку розмови через соціальні мережі. Посилання можна відправити у Facebook, Twitter, Tumblr, LinkedIn, Google+ і деякі інші. - Підтримка визначених в Unicode 8.0 модифікаторів для emoji-піктограм, що дозволяють змінювати колір шкіри. - Для web-додатків, що підтримують засоби для людей з обмеженими можливостями, реалізована підтримка ролі 'switch', визначеної в специфікації ARIA 1.1. - Шифр RC4 тепер використовується тільки для сайтів, явно зазначених у білому списку, для решти ресурсів він відключений. - Повністю видалена підтримка небезпечного протоколу SSLv3. - Підтримка тегу <link rel="preconnect">, інформуючого браузер про необхідність передчасного встановлення з'єднання до вказаного серверу. - В CSS-властивості list-style-type тепер можна вказувати рядок, визначаючий значення за замовчуванням. - Приведено у відповідність зі специфікацією засоби для каскадного розміщення CSS-перетворень та анімації. - Ввімкнено за замовчуванням Fetch API для виконання мережевих запитів і обробки, отриманих в результаті таких запитів, ресурсів. - Реалізований Cache API для збереження отриманих через Fetch API відповідей, які надалі можуть бути повернуті з кешу при запиті того-ж ресурсу. - Підтримка специфікації CSS Scroll Snap Points, що надає засоби для управління поведінкою прокрутки і панорамування. - У режимі перегляду розмітки в системі інспектування контенту додана підтримка переміщення елементів в режимі drag&drop. - У web-консолі забезпечено збереження історії введення команд, навіть після закриття вікна. - У WebSocket забезпечена можливість з'єднання з локальним хостом (localhost) навіть при активності offline-режиму. - Інтегровані напрацювання проєкту Silk, що забезпечують більш плавну анімацію і прокрутку на платформі OS X. - Бібліотеки NSS оновлені до випуску 3.19.2. - Виправлення в системі безпеки. |
| Mozilla Firefox 39.0  | 39.0                  | 39.0.3                | 6 серпня 2015         | - Виправлення в системі безпеки. |
| Mozilla Firefox 40.0  | 40.0                  | 40.0                  | 11 серпня 2015        | - Підтримка платформи Windows 10, у тому числі режиму для планшетних ПК. - Доданий захист від завантаження потенційно нав'язуваного програмного забезпечення. - На платформі Linux збільшена продуктивність прокрутки, виведення графіки і відтворення відео. - Збільшена плавність і надійність CSS-анімації шляхом реалізації асинхронного виведення анімації. - На стартовій сторінці реалізована нова система контекстної реклами (Suggested Tiles). - Можливість вказати в повідомленнях комунікаційного клієнта Hello посилання на контекст обговорення (наприклад, вказати вміст вкладки або посилання, яке пропонується обговорити). - Реалізована техніка асинхронної ініціалізації плагінів NPAPI, яка дозволила скоротити час появи на сторінках контенту, пов'язаного з плагінами. - Нове оформлення менеджера встановлення доповнень. - Впровадження процесу перевірки доповнень по цифровому підпису. - Зниження споживання пам'яті при масштабуванні JPEG-зображень і збільшена швидкість їх рендерингу. - Покращена робота механізму відключення засобів прискорення графіки в відеокартах, в яких використання даних засобів призводить до проблем зі стабільністю. У списку блокування тепер враховується в яких саме версіях Firefox спостерігаються проблеми з тим чи іншим пристроєм. - Субресурси (iframe-, img-, script-, XMLHttpRequest або css-вставки, що завантажуються за іншого домену) тепер не призводять до запиту HTTP-аутентифікації з метою захисту від проведення атак з організації витоку параметрів входу. - У IndexedDB за замовчуванням застосовані короткочасні транзакції (non-durable, тільки ізоляція, без збереження стану на диску). - Реалізований параметр AudioBufferSourceNode.detune, що дозволяє модулювати швидкість відтворення звуку. - Доданий новий інструментарій для аналізу продуктивності та профілювання web-додатків. - Внесено поліпшення в реалізацію інтерфейсу моніторингу мережевої активності. - В інструменти для web-розробників доданий наочний спливаючий блок підказок для налаштування значень фільтра CSS обраного блоку. - Новий інструмент, що дозволяє виводити горизонтальні і вертикальні лінійки на сторінці. - Виклики Console API з SharedWorker і ServiceWorker тепер відображаються в web-консолі. - В системі інспектування додана можливість пошуку у всіх фреймах, що є на сторінці. - На платформі Windows забезпечена більш плавна прокрутка й анімація шляхом залучення апаратного vsync. - Виправлення в системі безпеки. |
| Mozilla Firefox 40.0  | 40.0                  | 40.0.2                | 13 серпня 2015        | - Включено API, що дозволяє користувачам Windows 10 відкривати діалогове вікно налаштувань. - У пакеті XulRunner був відсутній mozalloc.lib. - Усунуто падіння при запуску, що відбувається при деяких комбінаціях відеокарт і драйверів. |
| Mozilla Firefox 40.0  | 40.0                  | 40.0.3                | 27 серпня 2015        | - Через виявлені проблеми відключена асинхронна ініціалізація плагінів, додана в версії 40.0. - Виправлено помилки сегментації, пов'язані з GStreamer (GNU/Linux). - Виправлено падіння при запуску, пов'язане з DisplayLink (Windows). - Виправлена регресія, що виникала у випадках, коли деякі японські шрифти використовувалися в полі <input>. - На деяких сайтах ламалися комбіновані списки, при виборі їх елемента за допомогою миші. - У пошукові плагіни додали маркери партнерів, які забули додати. - Виправлення в системі безпеки. |
| Mozilla Firefox 41.0  | 41.0                  | 41.0                  | 22 вересня 2015       | - Нове оформлення інтерфейсу відновлення сеансу й екрана привітання. - Можливість встановлення аватару для профілю в Firefox Account. - Включення засобів миттєвого обміну повідомленнями в комунікаційному клієнті Hello. - Вилучена опція browser.newtab.url, що дозволяла відображати довільну сторінку замість інтерфейсу відкриття нової вкладки. - Підтримка використання SVG-зображень для мініатюр favicons. - Для роботи WebRTC тепер застосовується PFS (Perfect Forward Secrecy). - Значне збільшення продуктивності декодування зображень. При прокрутці на деяких пристроях швидкість відображення зображень збільшилася в два рази. - У розширеннях припинена підтримка бінарних XPCOM-компонентів. - Збільшена продуктивність відтворення тіней (box-shadow). - Можливість копіювання і вирізання web-контенту з блоків javascript за допомогою конструкції document.execCommand («cut»/«copy»). - Включення за замовчуванням API MessageChannel і MessagePort. - Включення за замовчуванням API CSS Font Loading. - Для SVG-елементів реалізовано властивість transform-origin, що дозволяє змінити точку застосування трансформації для елемента. - Додано об'єкт Navigator.onLine, що відображає стан мережевого з'єднання (працює в Windows і OS X). - Реалізований Cache API, що дозволяє запитувати дані з кешу по ідентифікаторах вікна, Worker і ServiceWorker. - В інтерфейсі аналізу мережевої активності мережеві запити тепер можуть бути експортовані у форматі HAR. - В інтерфейс інспектування додана кнопка New Rule, що дозволяє швидко додати нові CSS-властивості для поточної сторінки. - В інтерфейсі інспектування сторінок додана нова панель для маніпуляції псевдо-класами «: hover», «:active» і «: focus». - Додана можливість створення скріншота елемента з інтерфейсу перегляду розмітки. - В інтерфейсі інспектування реалізована можливість копіювання елемента з визначенням правил CSS через контекстне меню Copy Rule Declaration. - Виправлення в системі безпеки. |
| Mozilla Firefox 41.0  | 41.0                  | 41.0.1                | 30 вересня 2015       | - Виправлений збій запуску в mozilla::layers::CompositorD3D11::GetTextureFactoryIdentifier(). - Зміна властивостей нової закладки при додаванні відбивалося на останній закладці в поточному контейнері. - Виправлено зависання Firefox з активними плагінами Flash. - Виправлений збій запуску в nsStyleSet::GatherRuleProcessors(nsStyleSet::sheetType), ймовірно пов'язаний з Yandex toolbar і Adblock Plus. - Виправлений збій який іноді відбувався на Facebook. - Виправлений збій в mozilla::gl::GLBlitHelper::BlitImageToTexture. |
| Mozilla Firefox 41.0  | 41.0                  | 41.0.2                | 15 жовтня 2015        | - Виправлення в системі безпеки. |
| Mozilla Firefox 42.0  | 42.0                  | 42.0                  | 3 листопада 2015      | - У режимі дотримання конфіденційності (Private window) додано блокування елементів сторінок, які можуть використовуватися для відстеження поведінки користувача і переміщень між сайтами. - На кнопки вкладок доданий індикатор, що сигналізує про відтворення звуку у відкритому цією вкладкою сайті та дозволяє в один клік приглушити його. - Внесено поліпшення в менеджер облікових записів. - В інтерфейсі налаштування перероблено оформлення розділів управління безпекою та режимом конфіденційності. - Змінено оформлення індикаторів рівня захищеності доступу до сторінки, що переглядається. Найбільш суттєвою зміною є те, що сайти, які використовують сертифікати, верифіковані по прив'язці до домену (DV), тепер позначаються як захищені. - Покращення WebRTC: підтримка IPV6, налаштування для керування генерацією ICE і видимістю IP, для розширень додані хуки для дозволу/заборони ініціювання виклику або відповіді, розширені засоби моніторингу та управління тим, які пристрої використовуються в getUserMedia. - Збільшена продуктивність інтерактивних web-сайтів, робота з якими призводить до великої кількості змін стилів. - API Media Source Extension для відео HTML5, тепер доступно для всіх сайтів, а не тільки для YouTube. - Реалізація вбудованого об'єкта Reflect, визначеного в специфікації ECMAScript 2015 що надає серію методів для перехоплення javascript-операцій. - Підтримка викликів ImageBitmap і createImageBitmap(), що дозволяє отримати картинку з вмісту тегів canvas, img і video. - Підтримка Push API, що дозволяє встановлювати обробники одержуваних з боку сервера повідомлень, що спрацьовують навіть у ситуації, коли web-додаток не активний. - Перегляд коду сторінки тепер проводиться не в окремому вікні, а у вкладці. - Доданий режим віддаленого налагодження сайту через Wi-Fi, що дозволяє налагоджувати відкритий в Firefox для Android сайт без з'єднання пристрою через USB і без запуску ADB. - У засобах для web-розробників реалізована можливість відстеження виконання асинхронних викликів, встановлених через setTimeout, обробники подій DOM і обробники Promise. - У WebIDE додана можливість налаштування симулятора Firefox OS для симулювання інтерфейсу для смартфонів, планшетів і TV. - У режимі інспектування доданий набір встановлених CSS-фільтрів і можливість зберегти власний фільтр для подальшого використання. - Виправлення в системі безпеки. |
| Mozilla Firefox 43.0  | 43.0                  | 43.0                  | 15 грудня 2015        | - Тепер доступна версія Firefox для 64-бітної архітектури, яку можна завантажити з офіційного сайту. - У режим приватного перегляду з блокуванням відстеження включена можливість додавання адрес для блокування; - Покращено API функції відтворення відео у форматі M4V; - Додана можливість відображення підказок пошукових запитів в адресному рядку; - Тепер на комп'ютерах з сенсорним екраном і операційними системами Windows 8 і 10, екранна клавіатура з'являється при натисканні на поле введення тексту; - Звіт про працездатність програми перекладений на той же механізм роботи, що і телеметрія; - Безліч поліпшень для інструментів веброзробника; - Виправлені помилки. - Виправлення в системі безпеки. |
| Mozilla Firefox 43.0  | 43.0                  | 43.0.1                | 18 грудня 2015        | - Підготовка до використання SHA-256 сертифікату підпису для Windows, щоб задовольнити нові вимоги підпису. |
| Mozilla Firefox 43.0  | 43.0                  | 43.0.2                | 22 грудня 2015        | - Покращення стабільності роботи браузера. - Виправлення в системі безпеки. - Використання SHA-256 сертифікату підпису для Windows, щоб задовольнити нові вимоги підпису.. |
| Mozilla Firefox 43.0  | 43.0                  | 43.0.3                | 28 грудня 2015        | - Виправлена проблема з Nvidia Network Access Manager. - Покращено декодування деяких відео на Youtube. |

#### 2016
| Firefox 43.0.4 — 44.0.2                | Firefox 43.0.4 — 44.0.2 | Firefox 43.0.4 — 44.0.2 | Firefox 43.0.4 — 44.0.2 | Firefox 43.0.4 — 44.0.2 |
| Назва                                  | Версія Gecko            | Версія                  | Дата релізу             | Значні зміни |
| -------------------------------------- | ----------------------- | ----------------------- | ----------------------- | --- |
| Mozilla Firefox 43.0                   | 43.0                    | 43.0.4                  | 6 січня 2016            | - В GNU/Linux-версії реалізована можливість створення завантажувальних директорій окремо для кожного користувача. - Усунено падіння при запуску браузера, яке відбувалося через антивіруси. - Скасовано блокування сертифікатів, які виписані після 1 січня 2016 року, а їх підписи згенеровані за допомогою хеша SHA-1. |
| Mozilla Firefox 44.0                   | 44.0                    | 44.0                    | 26 січня 2016           | - Покращена сторінка з інформацією про проблемні сертифікати та недовершене з'єднання. - Додана підтримка відеокодека H.264 (якщо він встановлений на комп'ютері користувача). - Додана підтримка відео WebM/VP9 на комп'ютерах що не підтримують MP4/H.264. - Зроблено зміни для єдиної відповідності Юнікод вебшрифтів в GNU/Linux-версії з іншими платформами. - Тепер використовується підпис SHA-256 для Windows-збірки. - Видалена підтримка RC4-шифру. - Скасовано довіру до кореневих сертифікатів Equifax Secure Certificate Authority 1024-bit або UTN — DATACorp SGC для підтвердження безпечних сайтів. - Тимчасово відключена підтримка екранної клавіатури в операційних системах Windows 8 і Windows 8.1. - Здійснено ряд поліпшень для інструментів веброзробника. - Виправлена проблема, при якій не вимикався скрінсейвер при перегляді відео (в Windows XP і Windows Vista). - Виправлені різні помилки. - Виправлення в системі безпеки. - Доданий візуальний редактор анімації, що дозволяє наочно аналізувати, припиняти і скасовувати будь-який анімований елемент на сторінці. - Підтримка формату стиснення Brotli, запропонованого компанією Google для мінімізації обсягу даних, які передаються мережею. - У інструментах для розробників в команди для створення скріншотів додана можливість вибору співвідношення пікселів. - Посилена перевірка коректності web-шрифтів. |
| Mozilla Firefox 44.0                   | 44.0                    | 44.0.1                  | 8 лютого 2016           | - Вирішені проблеми, що призводили до краху при запуску на платформі GNU/Linux з використанням VNC і при вияві помилки в коді кешування мережних з'єднань. - В новому випуску також усунена проблема, яка при певних налаштуваннях приватності могла привести до видалення збережених паролів. - Вимкнена підтримка звуку opus/vorbis в H.264(таким чином було вирішено проблему з відставанням звуку в деяких роликах YouTube). - Дозволено використання пробілів в іменах Cookie. - Підвищені вимоги до версії NSS(мінімум 3.21). - Включено Gecko SDK. |
| Mozilla Firefox 44.0                   | 44.0                    | 44.0.2                  | 11 лютого 2016          | - Виправлена помилка, що приводила до краху і зависань під час запуску браузера. - Виправлення в системі безпеки. |
| Mozilla Firefox 45.0                   | 45.0                    | 45.0                    | 8 березня 2016          | - Додано миттєвий обмін вкладками за допомогою клієнта Hello. - Вкладки, синхронізовані з інших пристроїв, відображаються в випадаючій зоні адресного рядка під час пошуку. - Додана кнопка для відображення синхронізованих вкладок. - Додано новий параметр налаштування (network.dns.blockDotOnion) для блокування доменів .onion на рівні DNS. - Додана локалізація Гуарані. - Виправлення в системі безпеки. - Видалена функція переходу між групами вкладок. - В інструменті моніторингу споживання пам'яті додана підтримка фільтрації снапшотів. - Додана здатність детальної настройки параметрів анімації шляхом зміни швидкості відтворення на шкалі часу. - На шкалі часу в інструменті мережевого моніторингу реалізовано відображення DOMContentLoaded і завантаження подій. - Додана фільтрація Negative URL в інструменті мережевого моніторингу. - Пошук в режимі інспектування тепер відображає результати всього контенту сторінки, в тому числі iframe-блоків. - Список анімованих властивостей і ключових кадрів відображається на шкалі часу інспектора анімації. - Додана підтримка Push API. - Додана підтримка CSP (Content Security Policy) через вбудований мета-тег. - Додана реалізація Web Speech API. - Додана підтримка класів ES6. |
| Mozilla Firefox 45.0                   | 45.0                    | 45.0.1                  | 16 березня 2016         | - Усунено потенційну втрату продуктивності (наприклад в YouTube). - Виправлено втрату налаштувань пошукових систем. - Відновлена підтримка відкриття URI з префіксом JAR (в Firefox 45.0 перестав працювати IBM iNotes). - Усунено збій в роботі XSLTProcessor.importStylesheet. - Виправлено очищення списку пошукових систем. - Усунено порушення роботи нижнього рядка показу посилань. - Виправлена некоректна обробка «Accept third-party cookies: Never». - Відключена бібліотека обробки шрифтів Graphite, в якій нещодавно була усунена небезпечна уразливість. |
| Mozilla Firefox 45.0                   | 45.0                    | 45.0.2                  | 11 квітня 2016          | - Виправлена проблема з відправкою заголовка Cookie з web worker при ввімкненні блокування сторонніх Cookie. - Виправлена регресивна зміна, що призвела до проблем з використанням атрибута srcset тегу image. - Порушення операцій копіювання і вставки з буфера обміну при перенесенні даних з Firefox в деякі старі додатки на базі рушія Gecko, наприклад, в Thunderbird. - Усунено падіння при відтворенні відео з використанням API Media Source Extension. - Виправлена регресивна зміна, яка з'явилася у випуску Firefox 45, що блокує відправку заголовка content-type при порожніх значеннях тегу «input type=file», що призвело до непрацездатності деяких форм завантаження даних. |
| Mozilla Firefox Beta 46.0              | 46.0                    | 46.0b1                  | 8 березня 2016          | Beta-версія |
| Mozilla Firefox Developer Edition 47.0 | 47.0                    | 47.0a2                  | 8 березня 2016          | Developer Edition |
| Mozilla Firefox Nightly 48.0           | 48.0                    | 48.0a1                  | 8 березня 2016          | Nightly-версія |

| Позначення                      | Позначення                              | Позначення                     | Позначення               | Позначення                                 | Позначення                          |
| ------------------------------- | --------------------------------------- | ------------------------------ | ------------------------ | ------------------------------------------ | ----------------------------------- |
| Стара версія (не підтримується) | Стара версія (підтримується, канал ESR) | Поточна версія (підтримується) | Бета-версія (канал Beta) | Developer-версія (канал Developer Edition) | В активній розробці (канал Nightly) |

#### 2025
| Firefox 135.0         | Firefox 135.0 | Firefox 135.0 | Firefox 135.0  | Firefox 135.0 |
| Назва                 | Версія Gecko  | Версія        | Дата релізу    | Значні зміни |
| --------------------- | ------------- | ------------- | -------------- | --- |
| Mozilla Firefox 135.0 | 135.0         | 135.0         | 11 лютого 2025 | - Firefox Translations. В новій версії розпочато підтримку спрощену китайську, японську та корейську мови, а також додану російську мову як цільову. Вбудований чат-бот зі ШІ доступний через бічну панель або Firefox Labs і розгортається глобально, проте для активації користувачам потрібно вибрати провайдера. Крім того, функція автоматичного заповнення кредитної картки тепер доступна повсюди. - Оновлення безпеки. Firefox тепер вимагає прозорості сертифікатів, зобов'язуючи сервери надавати докази їхнього публічного розкриття. Система відкликання сертифікатів CRLite покращує продуктивність під час перевірки сертифікатів. Введено новий захист, який блокує сайти від переповнення історії браузера через API історії, запобігаючи проблемам з навігацією. - Зміни інтерфейсу. Оновлений макет нової вкладки, що включає оптимізоване розміщення логотипу, картки історій і чотири колонки на великих екранах, тепер доступний у всіх регіонах з підтримкою Stories. Користувачі Linux і macOS тепер можуть закривати окремі вкладки за допомогою клавіш Quit, навіть якщо відкрито кілька вкладок. - Зміни у сфері конфіденційності. Прапорець «Не відстежувати» видалено; користувачі тепер повинні увімкнути Global Privacy Control (GPC) для запиту захисту даних. Перейменована функція «Копіювати чисте посилання» видаляє параметри відстеження з URL-адреси та працює зі звичайними текстовими посиланнями. - Інструменти для розробників. Firefox відтепер попереджає про неправильне використання видимості контенту, додає консольну команду $$$ для пошуку в тіньових деревах та виправляє налагодження WebExtension для воркерів та скриптів контенту. Бінарні файли Linux тепер використовують XZ-стиск для більш швидкого розпаковування. - Оновлення веб-платформи. HTTP/3 тепер підтримує постквантове шифрування через mlkem768x25519. PointerEvents тепер підтримують дрібні координати для підвищення точності, а події миші та покажчика тепер відповідають специфікаціям при видаленні цільових елементів. Підтримано метод getClientCapabilities() для WebAuthn. |

## Логотип

Історія логотипу
Логотип «Phoenix» та «Firebird» до перейменування на «Firefox»
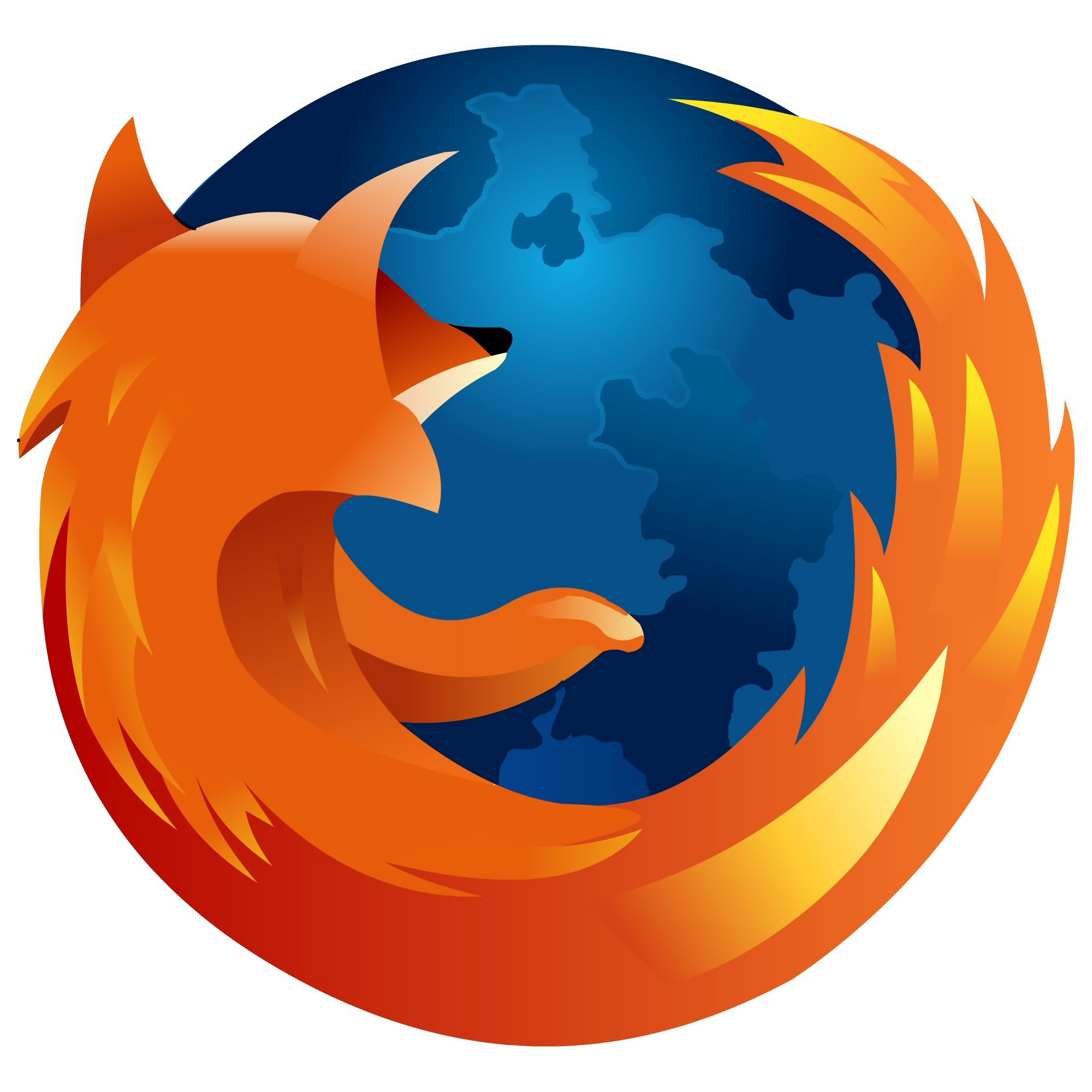
Логотип, що використовувався з Firefox 1.0 до 2.0 з 2004 по 2005
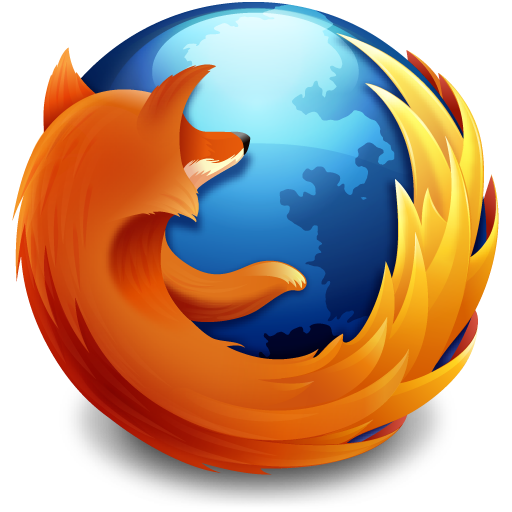
Логотип, що використовувався в Firefox 3.5 – 22.0 з 30 червня 2009 по 5 серпня 2013
Логотип, що використовувався в Firefox 23 – 56.0.2 з 6 серпня 2013 по 13 листопада 2017
Логотип, що використовується в Firefox 57 і пізніших версіях з 14 листопада 2017
Логотип, що використовується у версії Firefox 70 і пізніших версіях з 22 жовтня 2019

Інші логотипи, що використовуються у версії Nightly
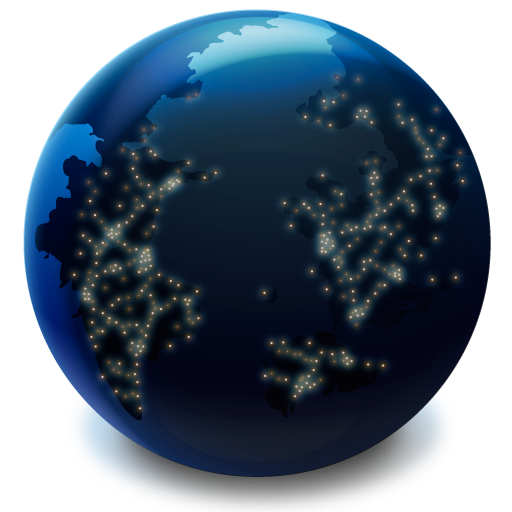
Логотип Nightly-версій (з 2011-2013)
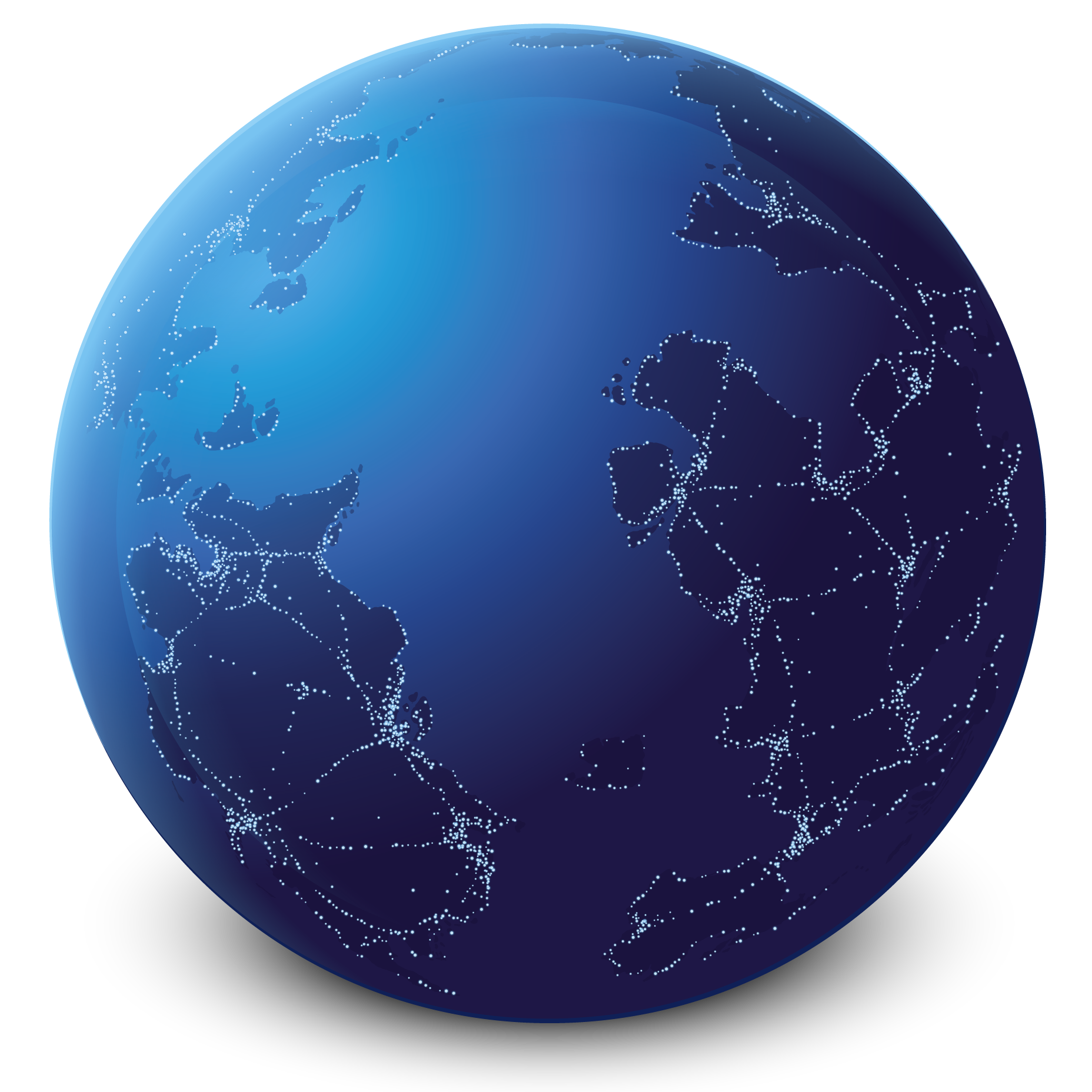
Логотип Nightly-версій (з 2013-2017)
Логотип Nightly-версій (з 2017-2019)
Логотип Nightly-версій (з 2019)

Інші логотипи, які використовуються для певних версій
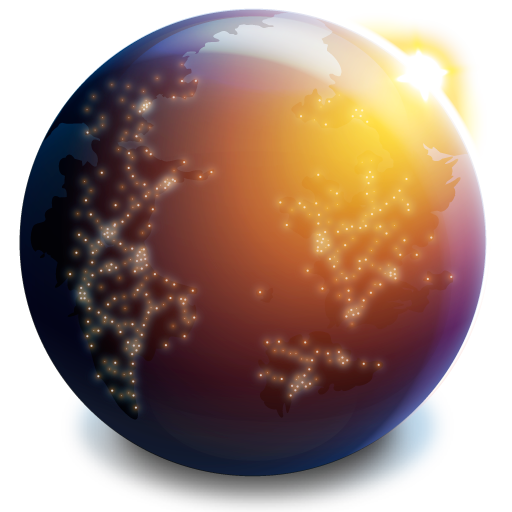
Логотип Aurora-версій (з 2011-2013)
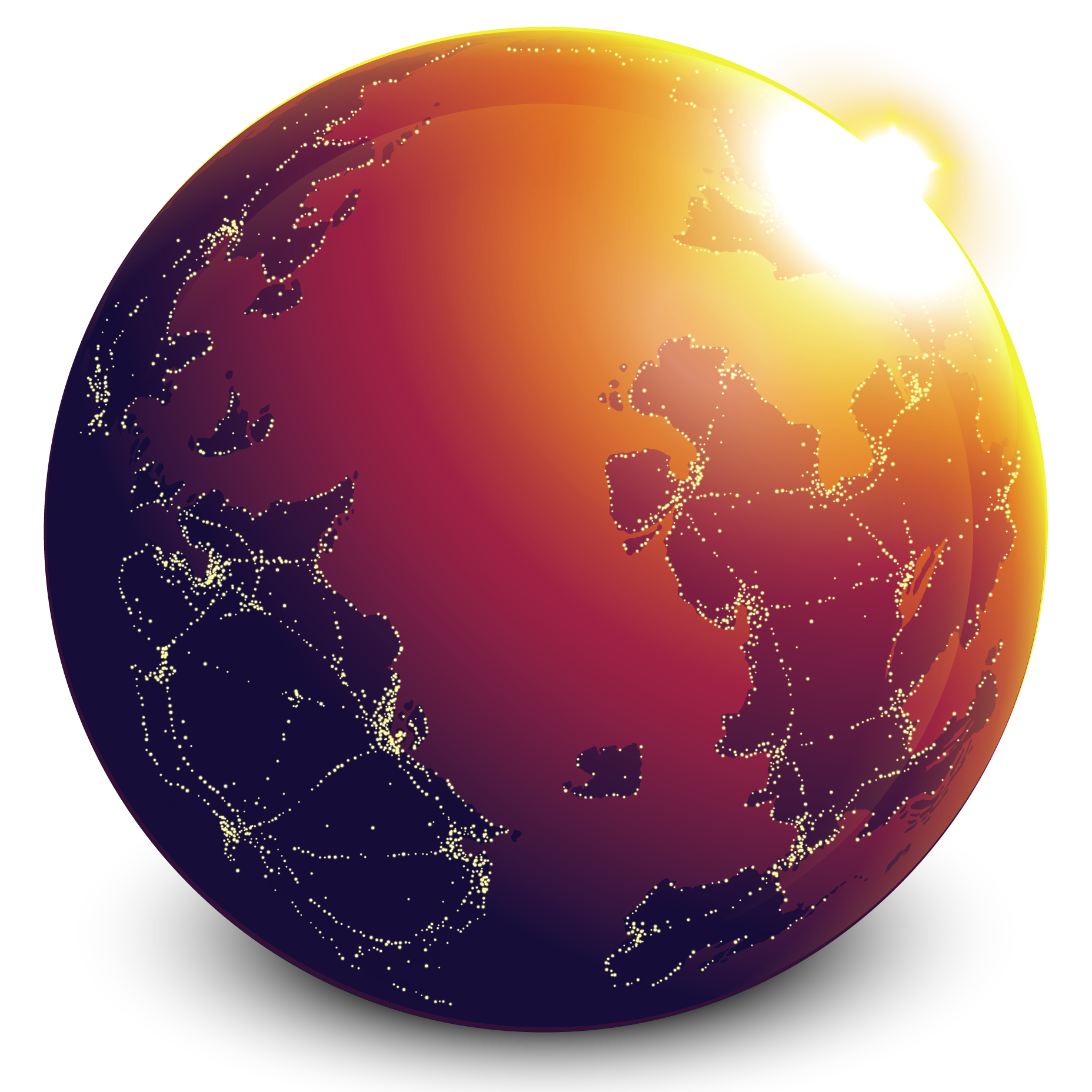
Логотип Aurora-версій (з 2013)
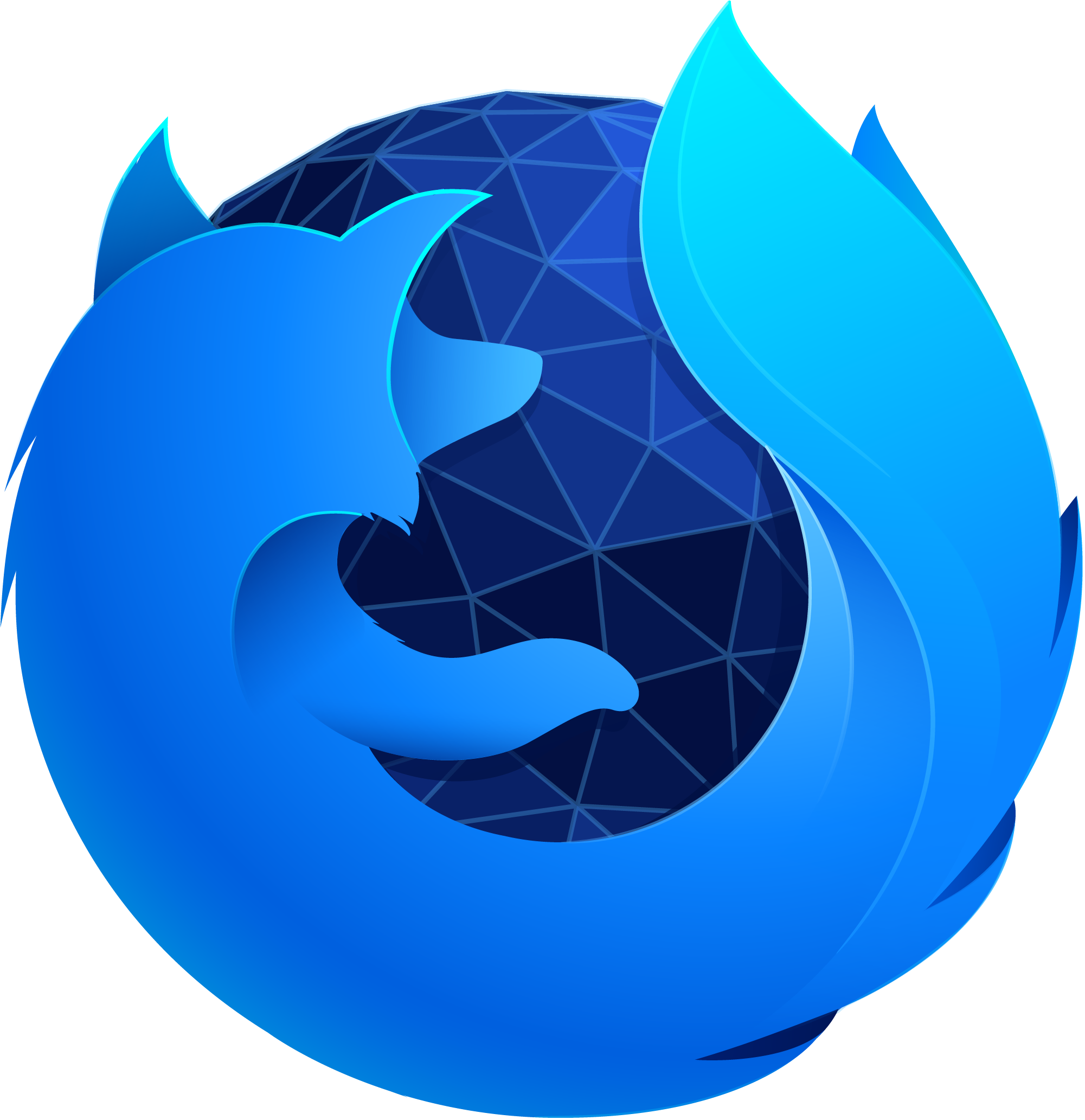
Логотип Firefox Developer Edition, якою замінили Aurora-версії починаючи з випуску 44.0a2
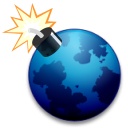
Логотип Minefield (колишня назва Nightly-версій)
Вільний логотип Firefox, поширюється з вихідним кодом[140]

## Пасхальні яйця

Пасхальне яйце, в якому використовується популярний інтернет-мем

Для перегляду, так званих, «пасхальних яєць» браузера Mozilla Firefox наберіть в рядку адреси:
about: robots
about: mozilla

## Українізація
Вибрати українську мову інтерфейсу Mozilla Firefox можна безпосередньо при встановленні програми. Змінити з іншої мови на українську, після встановлення програми, можна в налаштуваннях.

## Виноски
1. ↑  Firefox 141.0.3, See All New Features, Updates and Fixes (англійська мова) . 7 серпня 2025. Процитовано 7 серпня 2025.
2. ↑  Firefox ESR 140.1.0, See All New Features, Updates and Fixes (англійська мова) . 22 липня 2025. Процитовано 22 липня 2025.
3. ↑  Firefox's addons are written in JavaScript. Архів оригіналу за 4 серпня 2009. Процитовано 9 січня 2009.
4. ↑  Firefox uses an "html.css" stylesheet for default rendering styles. Архів оригіналу за 18 квітня 2015. Процитовано 9 січня 2009.
5. ↑  The Firefox addon, Stylish takes advantage of Firefox's CSS rendering to change the appearance of Firefox. Архів оригіналу за 23 травня 2009. Процитовано 9 січня 2009.
6. ↑  Завантажте Firefox Browser вашою мовою (українською) . Архів оригіналу за 24 вересня 2020. Процитовано 23 вересня 2020.
7. ↑  Quantum - MozillaWiki. wiki.mozilla.org. Архів оригіналу за 20 травня 2019. Процитовано 30 вересня 2020.
8. ↑  Mozilla Firefox Quantum. mozillafirefox.info. Архів оригіналу за 21 вересня 2020. Процитовано 30 вересня 2020.
9. ↑  Янковський, Дмитро (13 листопада 2017). Новий Mozilla Firefox Quantum: швидкий і сучасний. phoneinfo8.info. Архів оригіналу за 4 березня 2021.
10. ↑  Better Browser Now The Best, 09.29.04. Архів оригіналу за 26 квітня 2006. Процитовано 4 травня 2006.
11. 1 2  Desktop Browser Market Share Worldwide. StatCounter Global Stats (англ.). Архів оригіналу за 11 жовтня 2017. Процитовано 30 вересня 2020.
12. ↑  Все браузеры для компьютера на Windows. SoftOk (рос.). Архів оригіналу за 1 грудня 2017. Процитовано 30 вересня 2020.
13. ↑  Desktop Browser Market Share Ukraine. StatCounter Global Stats (англ.). Архів оригіналу за 18 жовтня 2020. Процитовано 30 вересня 2020.
14. ↑  Firefox: 1 billion downloads only part of the story. Архів оригіналу за 4 серпня 2009. Процитовано 4 серпня 2009.
15. ↑  Браузер Firefox припиняє підтримку Windows 7 та 8. 07.07.2023, 22:07
16. ↑  Firefox 115.0 Release Notes // www.mozilla.org. — 2023. — 4 July.
17. ↑  Microsoft випускає оновлення для Edge для Windows 7 і 8. 16.09.2023
18. ↑  Browser Market Share Worldwide : Mar 2024 // StatCounter. — Дата звернення: 01.04.2024.
19. ↑  Browser Market Share Ukraine : Mar 2024 // StatCounter. — Дата звернення: 01.04.2024.
20. ↑  Phoenix 0.5 (Naples) Released - (Mozilla Lite). WinCustomize News. Процитовано 8 серпня 2025.
21. ↑  Festa, Paul. Mozilla's Firebird gets wings clipped. CNET (англ.). Процитовано 8 серпня 2025.
22. ↑  PRNewswire: Netscape Announces Plans to Make Next-Generation Communicator Source Code Available Free on the Net [Архівовано 9 листопада 2014 у Wayback Machine.], 22 січня 1998
23. ↑  Percy Cabello. Ten years of Mozilla • Mozilla Links [Архівовано 21 грудня 2010 у Wayback Machine.]
24. ↑  Ten years of Mozilla [Архівовано 21 грудня 2010 у Wayback Machine.], 22 січня 2008
25. ↑  Firefox Maker Mozilla Is Cutting 60 Jobs After Naming New CEO. // By Mark Gurman. 13.02.2024 at 21:16 GMT+2
26. ↑  Mozilla Corp оголосив про скорочення штату. 29.02.2024, 22:34
27. ↑  Firefox 1.0.8 Security and Stability Release and End-of-Life for 1.0.x. Mozilla Developer Center. 13 квітня 2006. Архів оригіналу за 30 травня 2012. Процитовано 28 жовтня 2007.
28. ↑  Release Roadmap. Mozilla. Архів оригіналу за 30 травня 2012. Процитовано 17 листопада 2007.
29. ↑  Firefox 2.0.0.4 and Firefox 1.5.0.12 Security and Stability Update. Mozilla Developer Center. 30 травня 2007. Архів оригіналу за 30 травня 2012. Процитовано 28 жовтня 2007.
30. ↑  Mozilla Firefox 2.0.0.20 Release Notes. Архів оригіналу за 29 квітня 2012. Процитовано 2 грудня 2010.
31. ↑  Страница Дня Загрузки 2008, где объявлена дата выпуска. Архів оригіналу за 1 грудня 2010. Процитовано 2 грудня 2010. [Архівовано 2010-12-01 у Wayback Machine.]
32. ↑  Mozilla Firefox — 3.0.19 Примітки до випуску | Mozilla Europe [Архівовано 20 листопада 2010 у Wayback Machine.] (рос.)
33. ↑  Mozilla Firefox — 3.5 Примітки до випуску | Mozilla Europe [Архівовано 27 грудня 2010 у Wayback Machine.] (рос.)
34. ↑  Mozilla Firefox 3.5.17 Release Notes [Архівовано 26 квітня 2011 у Wayback Machine.] (англ.)
35. ↑  Firefox/Namoroka — MozillaWiki. Архів оригіналу за 5 липня 2010. Процитовано 11 вересня 2009.
36. ↑  Mozilla Firefox 3.6.28 Release Notes
37. ↑  В альфа-версіях, випущених до 28 червня 2010, версія Gecko позначалась 1.9.3.
38. ↑  Rooney, Paula (2 березня 2011). Firefox 4 RC expected to ship roughly on March 9. ZDNET (англ.).
39. ↑  Releases/Firefox 4.0. MozillaWiki (англ.). Процитовано 8 серпня 2025.
40. ↑  Mozilla Firefox 4.0.1 Release Notes. Архів оригіналу за 12 липня 2011. Процитовано 9 липня 2011.
41. ↑  В пре-альфа-версіях, випущених до 12 квітня 2011, версія Gecko позначалася 2.2.
42. ↑  Основні зміни в Firefox 10.0 [Архівовано 3 жовтня 2013 у Wayback Machine.](англ.)
43. ↑  Mozilla Firefox 10.0.12 Release Notes
44. ↑  Архівована копія. Архів оригіналу за 30 жовтня 2013. Процитовано 5 червня 2012.{{cite web}}:  Обслуговування CS1: Сторінки з текстом «archived copy» як значення параметру title (посилання)
45. ↑  Mozilla Firefox 13.0.1 Release Notes
46. ↑  Mozilla Firefox 14.0.1 Release Notes
47. ↑  Mozilla Firefox 15.0 Release Notes
48. ↑  Mozilla Firefox 15.0.1 Release Notes
49. ↑  Mozilla Firefox 16.0 Release Notes
50. ↑  Mozilla Firefox 16.0.1 Release Notes
51. ↑  http://www.mozilla.org/en-US/firefox/17.0/releasenotes/ [Архівовано 19 жовтня 2013 у Wayback Machine.] Mozilla Firefox 17.0 Release Notes]
52. ↑  Архівована копія. Архів оригіналу за 25 грудня 2013. Процитовано 11 грудня 2013.{{cite web}}:  Обслуговування CS1: Сторінки з текстом «archived copy» як значення параметру title (посилання)
53. ↑  Mozilla Firefox 18.0.2 Release Notes
54. ↑  http://www.mozilla.com/en-US/firefox/19.0/releasenotes/
55. ↑  Mozilla Firefox 19.0.1 Release Notes. Архів оригіналу за 2 березня 2013. Процитовано 28 лютого 2013.
56. ↑  Архівована копія. Архів оригіналу за 3 квітня 2013. Процитовано 3 квітня 2013.{{cite web}}:  Обслуговування CS1: Сторінки з текстом «archived copy» як значення параметру title (посилання)
57. ↑  Mozilla Firefox 20.0.1 Release Notes. Архів оригіналу за 13 квітня 2013. Процитовано 14 квітня 2013.
58. ↑  Архівована копія. Архів оригіналу за 3 жовтня 2013. Процитовано 17 травня 2013.{{cite web}}:  Обслуговування CS1: Сторінки з текстом «archived copy» як значення параметру title (посилання)
59. ↑  Архівована копія. Архів оригіналу за 28 жовтня 2013. Процитовано 28 червня 2013.{{cite web}}:  Обслуговування CS1: Сторінки з текстом «archived copy» як значення параметру title (посилання)
60. ↑  Архівована копія. Архів оригіналу за 28 березня 2014. Процитовано 18 вересня 2013.{{cite web}}:  Обслуговування CS1: Сторінки з текстом «archived copy» як значення параметру title (посилання)
61. ↑  Архівована копія. Архів оригіналу за 18 вересня 2013. Процитовано 18 вересня 2013.{{cite web}}:  Обслуговування CS1: Сторінки з текстом «archived copy» як значення параметру title (посилання)
62. ↑  Архівована копія. Архів оригіналу за 22 жовтня 2014. Процитовано 27 вересня 2014.{{cite web}}:  Обслуговування CS1: Сторінки з текстом «archived copy» як значення параметру title (посилання)
63. ↑  Архівована копія. Архів оригіналу за 30 жовтня 2013. Процитовано 30 жовтня 2013.{{cite web}}:  Обслуговування CS1: Сторінки з текстом «archived copy» як значення параметру title (посилання)
64. ↑  Архівована копія. Архів оригіналу за 19 серпня 2014. Процитовано 11 грудня 2013.{{cite web}}:  Обслуговування CS1: Сторінки з текстом «archived copy» як значення параметру title (посилання)
65. ↑  Firefox 27.0 Release Notes. Архів оригіналу за 26 січня 2016.
66. ↑  Firefox 27.0.1 Release Notes. Архів оригіналу за 4 березня 2016.
67. ↑  Firefox 28.0 Release Notes. Архів оригіналу за 18 березня 2014.
68. ↑  Firefox 29.0 Release Notes. Архів оригіналу за 29 квітня 2014.
69. ↑  Firefox 29.0.1 Release Notes. Архів оригіналу за 3 лютого 2016.
70. ↑  Firefox 30.0 Release Notes. Архів оригіналу за 13 червня 2014.
71. ↑  Firefox 31.0 Release Notes. Архів оригіналу за 26 липня 2014.
72. ↑  Firefox 31.1.0 Release Notes. Архів оригіналу за 3 лютого 2016.
73. ↑  Firefox 31.1.1 Release Notes. Архів оригіналу за 18 жовтня 2014.
74. ↑  Firefox 31.2.0 Release Notes. Архів оригіналу за 3 лютого 2016.
75. ↑  Firefox 31.3.0 Release Notes. Архів оригіналу за 3 лютого 2016.
76. ↑  Firefox 31.4.0 Release Notes. Архів оригіналу за 4 березня 2016.
77. ↑  Firefox 31.5.0 Release Notes. Архів оригіналу за 3 лютого 2016.
78. ↑  Firefox 31.5.2 Release Notes. Архів оригіналу за 3 лютого 2016.
79. ↑  Firefox 31.5.3 Release Notes. Архів оригіналу за 3 лютого 2016.
80. ↑  Firefox 31.6.0 Release Notes. Архів оригіналу за 4 червня 2015.
81. ↑  Firefox 31.7.0 Release Notes. Архів оригіналу за 3 лютого 2016.
82. ↑  Firefox 31.8.0 Release Notes. Архів оригіналу за 3 лютого 2016.
83. ↑  Firefox 32.0 Release Notes. Архів оригіналу за 3 вересня 2014.
84. ↑  Firefox 32.0.1 Release Notes. Архів оригіналу за 3 лютого 2016.
85. ↑  Firefox 32.0.2 Release Notes. Архів оригіналу за 3 лютого 2016.
86. ↑  Firefox 32.0.3 Release Notes. Архів оригіналу за 3 лютого 2016.
87. ↑  Firefox 33.0 Release Notes. Архів оригіналу за 16 жовтня 2014.
88. ↑  Firefox 33.0.1 Release Notes. Архів оригіналу за 3 лютого 2016.
89. ↑  Firefox 33.0.2 Release Notes. Архів оригіналу за 3 лютого 2016.
90. ↑  Firefox 33.0.3 Release Notes. Архів оригіналу за 3 лютого 2016.
91. ↑  Firefox 33.1 Release Notes. Архів оригіналу за 17 жовтня 2020.
92. ↑  Firefox 33.1.1 Release Notes. Архів оригіналу за 3 лютого 2016.
93. ↑  Firefox 34.0 Release Notes. Архів оригіналу за 9 квітня 2015.
94. ↑  Firefox 34.0.5 Release Notes. Архів оригіналу за 2 грудня 2014.
95. ↑  Firefox 35.0 Release Notes. Архів оригіналу за 19 січня 2015.
96. ↑  Firefox 35.0.1 Release Notes. Архів оригіналу за 1 лютого 2016.
97. ↑  Firefox 36.0 Release Notes. Архів оригіналу за 24 лютого 2015.
98. ↑  Firefox 36.0.1 Release Notes. Архів оригіналу за 10 січня 2016.
99. ↑  Firefox 36.0.3 Release Notes. Архів оригіналу за 3 лютого 2016.
100. ↑  Firefox 36.0.4 Release Notes. Архів оригіналу за 3 лютого 2016.
101. ↑  Firefox 37.0 Release Notes. Архів оригіналу за 9 травня 2015.
102. ↑  Firefox 37.0.1 Release Notes. Архів оригіналу за 3 лютого 2016.
103. ↑  Firefox 37.0.2 Release Notes. Архів оригіналу за 21 квітня 2015.
104. ↑  Firefox 38.0 Release Notes. Архів оригіналу за 12 травня 2015.
105. ↑  Firefox 38.0.1 Release Notes. Архів оригіналу за 3 лютого 2016.
106. ↑  Firefox 38.0.5 Release Notes. Архів оригіналу за 2 червня 2015.
107. ↑  Firefox 38.1.0 Release Notes. Архів оригіналу за 3 лютого 2016.
108. ↑  Firefox 38.1.1 Release Notes. Архів оригіналу за 8 лютого 2016.
109. ↑  Firefox 38.2.0 Release Notes. Архів оригіналу за 3 лютого 2016.
110. ↑  Firefox 38.2.1 Release Notes. Архів оригіналу за 3 лютого 2016.
111. ↑  Firefox 38.3.0 Release Notes. Архів оригіналу за 3 лютого 2016.
112. ↑  Firefox 38.4.0 Release Notes. Архів оригіналу за 3 лютого 2016.
113. ↑  Firefox 38.5.0 Release Notes. Архів оригіналу за 3 лютого 2016.
114. 1 2  Firefox 38.5.1 Release Notes. Архів оригіналу за 3 лютого 2016.
115. ↑  Firefox 38.6.0 Release Notes. Архів оригіналу за 28 січня 2016.
116. ↑  Firefox 38.6.1 Release Notes. Архів оригіналу за 7 березня 2016.
117. ↑  Firefox 38.7.0 Release Notes. Архів оригіналу за 9 березня 2016.
118. ↑  Firefox 38.7.1 Release Notes. Архів оригіналу за 24 березня 2016.
119. ↑  Firefox 39.0 Release Notes. Архів оригіналу за 3 липня 2015.
120. ↑  Firefox 39.0.3 Release Notes. Архів оригіналу за 4 вересня 2015.
121. ↑  Firefox 40.0 Release Notes. Архів оригіналу за 12 серпня 2015.
122. ↑  Firefox 40.0.2 Release Notes. Архів оригіналу за 13 серпня 2015.
123. ↑  Firefox 40.0.3 Release Notes. Архів оригіналу за 30 серпня 2015.
124. ↑  Firefox 41.0 Release Notes. Архів оригіналу за 23 вересня 2015.
125. ↑  Firefox 41.0.1 Release Notes. Архів оригіналу за 4 жовтня 2015.
126. ↑  Firefox 41.0.2 Release Notes. Архів оригіналу за 15 жовтня 2015.
127. ↑  Firefox 42.0 Release Notes. Архів оригіналу за 13 листопада 2015.
128. ↑  Firefox 43.0 Release Notes. Архів оригіналу за 26 квітня 2019.
129. ↑  Firefox 43.0.1 Release Notes. Архів оригіналу за 18 грудня 2015.
130. ↑  Firefox 43.0.2 Release Notes. Архів оригіналу за 23 грудня 2015.
131. ↑  Firefox 43.0.3 Release Notes. Архів оригіналу за 28 грудня 2015.
132. ↑  Firefox 43.0.4 Release Notes. Архів оригіналу за 6 січня 2016.
133. ↑  Firefox 44.0 Release Notes. Архів оригіналу за 4 березня 2016.
134. ↑  Firefox 44.0.1 Release Notes. Архів оригіналу за 8 лютого 2016.
135. ↑  Firefox 44.0.2 Release Notes. Архів оригіналу за 12 лютого 2016.
136. ↑  Firefox 45.0 Release Notes. Архів оригіналу за 17 березня 2016.
137. ↑  Firefox 45.0.1 Release Notes. Архів оригіналу за 29 квітня 2019.
138. ↑  Firefox 45.0.2 Release Notes. Архів оригіналу за 11 квітня 2016.
139. ↑  Mozilla оновлює браузер Firefox до версії 135.0 по всьому світу. 11.02.2025, 23:07
140. ↑  Mozilla Trademark Policy FAQ [Архівовано 7 квітня 2013 у Wayback Machine.] "What are the Mozilla Trademarks and Logos?". Retrieved November 2, 2006